# Pedro I de Castilla
Pedro I de Castilla (Burgos, 30 de agosto de 1334-Montiel, 23 de marzo de 1369), llamado en la posterioridad «el Cruel» por sus rivales de la casa de Trastámara y los nobles castellanos, que veían menguar sus privilegios durante su reinado, y «el Justo» o «el Justiciero» por sus partidarios, fue rey de Castilla desde el 26 de marzo de 1350 hasta su asesinato en 1369. Fue el último rey de Castilla de la Casa de Borgoña.

## Juventud
Nacido en la torre defensiva del monasterio cisterciense de Las Huelgas en Burgos, Pedro era hijo y sucesor de Alfonso XI de Castilla (r. 1312-1350) y de María de Portugal, hija del rey Alfonso IV de Portugal. Nació el 30 de agosto de 1334, cuando ya había muerto su hermano y heredero del trono, Fernando. El matrimonio de sus padres había sido consecuencia del pacto entre Castilla y Portugal de 1327, pero el rey en realidad convivía con su amante, Leonor de Guzmán, noble de uno de los más destacados linajes castellanos, con la que estuvo veintitrés años y tuvo diez hijos. Los continuos esfuerzos del rey portugués por romper la relación fracasaron.
Su educación fue muy descuidada, pues su padre Alfonso XI, llevado por su amor a Leonor de Guzmán, dejó la crianza de su heredero a su esposa María de Portugal, la reina consorte, que vivió con su hijo en el Alcázar de Sevilla. Pedro creció así apartado de la corte, como lo estaba su madre, a diferencia de la amante paterna y sus hijos. En los primeros años fue criado por Vasco Rodríguez de Cornago, maestre de la Orden de Santiago. Otro de sus preceptores fue el franciscano Juan García de Castrojeriz, confesor de su madre. Para la educación del joven príncipe, el fraile tradujo De regimine principum de Egidio Romano.
Su padre lo prometió a la hija del rey inglés Eduardo III, llamada Juana, pero la pobreza del erario inglés, incapaz de aportar la dote de la novia, y luego la muerte inopinada de esta el 2 de septiembre de 1348 en Burdeos, cuando ya viajaba a Castilla, frustraron el matrimonio, mero sello de la alianza entre reinos.

## Inicios de su reinado

### Valimiento de Alburquerque
El padre de Pedro, el rey Alfonso XI, falleció a causa de la peste negra la noche del 25 de marzo de 1350, mientras asediaba Gibraltar. Esta muerte fue deshaciendo la red de fidelidades que la amante del rey, la influyente Leonor de Guzmán, había ido tejiendo en los últimos años del reinado, en los que gozó de notable influencia. Pedro heredó el reino sin oposición, pero en una grave situación militar y económica: el ejército se había desbandado tras la muerte del rey Alfonso XI y la frontera meridional se hallaba amenazada, en un momento de gran penuria de la Hacienda castellana, perjudicada por la crisis económica, las malas cosechas, la peste negra y los gastos bélicos del soberano difunto. En consecuencia, la primera acción del nuevo rey fue firmar la paz con  nazaríes y benimerines el 17 de julio.
Luego se encarceló a Leonor de Guzmán, lo que no impidió que esta organizase el casamiento de su hijo Enrique con Juana Manuel de Villena, bisnieta de Fernando III de Castilla, hábil maniobra que aseguró a Enrique patrimonio y el prestigio del linaje de su esposa. El enojo que causó el matrimonio en la corte hizo que Enrique huyese a Asturias y Leonor fuese llevada a Carmona para alejarla de la corte sevillana. A finales de año, la situación se había estabilizado en cierta medida: la frontera meridional se había asegurado y firmado la paz con los musulmanes, se había apaciguado a los maestrazgos y aprisionado a Leonor de Guzmán. El Gobierno quedó fundamentalmente en manos de Juan Alfonso de Alburquerque, lo que suscitó las envidias de otros nobles, que se sentían postergados.
El comienzo de su reinado en marzo de 1350, cuando todavía no había cumplido los dieciséis años de edad, estuvo marcado por las luchas entre las distintas facciones que se disputaban el poder: los diversos hijos que había tenido su padre el rey Alfonso XI con Leonor de Guzmán, los infantes aragoneses, primos carnales del rey y la reina madre, María de Portugal.
Inicialmente, el poder fue controlado por la facción de la reina madre y del favorito portugués Juan Alfonso de Alburquerque, que le había servido de ayo. Este, sospechando de las intenciones de la antigua amante de Alfonso, Leonor de Guzmán, aconsejó al rey que prendiera a sus medio hermanos, los gemelos (o mellizos) Enrique, conde de Trastámara, y Fadrique Alfonso, gran maestre de la Orden de Santiago, lo que motivó la primera rebelión de los mismos. Sin embargo, estos fueron pronto perdonados por el nuevo monarca que, al aproximarse a Sevilla los que conducían el cadáver de su padre, salió con su madre a recibirlos a mucha distancia de la ciudad.
A mediados de agosto de 1350, Pedro cayó gravemente enfermo. La posible sucesión apuntaba hacia su primo carnal, el infante Fernando de Aragón y Castilla, marqués de Tortosa y sobrino de Alfonso XI. Otros preferían a Juan Núñez de Lara, descendiente de los infantes de La Cerda por línea masculina, aunque estos habían renunciado formalmente a la sucesión a cambio de sustanciosas propiedades en tiempos del abuelo de Pedro, Fernando IV de Castilla el Emplazado. El restablecimiento del joven rey condujo a levantar el sitio puesto a Gibraltar y que cesara toda guerra con los musulmanes. Convaleciente de su enfermedad, Pedro permaneció en Sevilla hasta principios de 1351, cuando partió hacia el norte para celebrar Cortes.

### Sometimiento de Burgos y del Señorío de Vizcaya
Garcilaso II de la Vega se había hecho fuerte en Burgos, desde donde trató de desafiar al rey que llegó a la ciudad en mayo de 1351 en un ambiente de gran tensión entre los soldados de los dos bandos. Sin embargo, el rey lo llamó ante sí y lo hizo matar brutalmente, poniendo fin a este foco de resistencia, pero dando comienzo a la serie de muertes que originaban temor y la fuga de los que temían ser las próximas víctimas del soberano.
Posteriormente, el monarca persiguió a Nuño Díaz de Haro, un niño de tres años, hijo del ya difunto Juan Núñez de Lara, para despojarlo del señorío de Vizcaya. Nuño logró huir desde Bermeo, pero falleció dos años después. Juana de Lara e Isabel, hermanas del pequeño fallecido, quedaron bajo la tutela de Pedro.
El rey hizo suyo el territorio de Las Encartaciones, conquista que realizó Fernán Pérez de Ayala, padre del cronista Pedro López de Ayala. Vizcaya, Lerma y Lara, con otras villas y castillos, se incorporaron al dominio real. Juana se casó con el medio hermano bastardo de Pedro, Tello de Castilla, e Isabel con el infante Juan de Aragón y Castilla, primo carnal del rey Pedro y hermano menor del infante Fernando de Aragón.
Fernando fue asesinado años más tarde por orden de Pedro IV de Aragón. Juana e Isabel Núñez de Lara, el infante Juan de Aragón y la madre de los infantes aragoneses Juan y Fernando y tía carnal de Pedro I, fueron asesinados en diferentes fechas por orden de Pedro I de Castilla. De estos crímenes salieron beneficiados finalmente el hijo bastardo del rey Alfonso, futuro Enrique II de Castilla, que se encontraba en el mismo lugar de Aragón en el que fue asesinado el infante Fernando y el hermano de Enrique, Tello de Castilla, señor consorte de Vizcaya, quien ocultó el asesinato por parte de Pedro de su esposa y señora titular de Vizcaya, Juana de Lara.
En junio se acordó negociar una alianza con Francia, pese a la preferencia de la reina madre por Inglaterra y la mala situación militar francesa tras las últimas campañas inglesas. Alburquerque, elevado en parte por el apoyo de María, aceptó la propuesta francesa de negociaciones fundamentalmente por motivos internos: el apoyo francés conllevaría el del papado y el del clero del reino, útiles para neutralizar posibles oposiciones al nuevo gobierno de Pedro I.

### Cortes de Valladolid
Hacia 1351 recibió en Burgos la visita de Carlos II de Navarra, llamado el Malo, a quien regaló caballos y joyas. Posteriormente se desplazó a Valladolid para celebrar Cortes que fueron convocadas a instancias de su ayo Juan Alfonso de Alburquerque, donde dijo:

Los reyes y los príncipes viven é regnan por la justicia, en la cual son tenudos de mantener é gobernar los sus pueblos, é la deben cumplir é guardar.

Las Cortes de Valladolid duraron del otoño de 1351 a la primavera de 1352, asistiendo el rey hasta mediados de marzo de 1352. En esas Cortes sancionó un Ordenamiento de menestrales, de 2 de octubre de 1351, para intentar paliar las dificultades a la hora de encontrar mano de obra, a consecuencia de la Peste Negra, que asoló Europa en el siglo XIV y que incluso llegó a causar la muerte de Alfonso XI. Se condenaba la vagancia, se prohibía la mendicidad, se tasaban los jornales y salarios, se ordenaban las horas de trabajo y descanso en cada estación del año y se fijaba el valor de los artículos o productos.
Por petición, Pedro ratificó lo pactado en las Partidas sobre la inviolabilidad de los procuradores de las ciudades y villas, prohibiendo a los Tribunales «conocer de las querellas que ante ellos dieren de los Procuradores durante el tiempo de su procuración, hasta que sean tornados a sus tierras.»
En las mismas Cortes confirmó, enmendándolo, el Ordenamiento de Alcalá, ley del tiempo de Alfonso XI que daba fuerza legal a las Partidas; sancionó de nuevo el Fuero Viejo de Castilla que publicó en 1356, y con la intervención del rey se aprobaron leyes contra los malhechores, se reorganizó la administración de justicia, se dictaron las disposiciones para el fomento del comercio, la agricultura y la ganadería, se rebajaron los encabezamientos de los pueblos por haber disminuido el valor de las fincas, se procuró reprimir la desmoralización pública, no menos que la relajación de costumbres en clérigos y legos, y se trató de aliviar la suerte de los judíos, permitiéndoles que en las villas y ciudades ocupasen barrios apartados y que nombraran alcaldes que entendieran en sus pleitos.
Con todo ello el rey afirmó su alianza con las ciudades, que representaban a los comerciantes y artesanos; lo cual los nobles entendieron como un ataque a sus privilegios, aumentando su enemistad con el rey. Desde Valladolid, de donde salió a finales de marzo de 1352, pasó a Ciudad Rodrigo para reunirse con su abuelo materno, el rey de Portugal Alfonso IV, que le dio prudentes consejos para el gobierno, recomendándole especialmente que viviera en paz con sus hermanos.[cita requerida]

## Primeras rebeliones

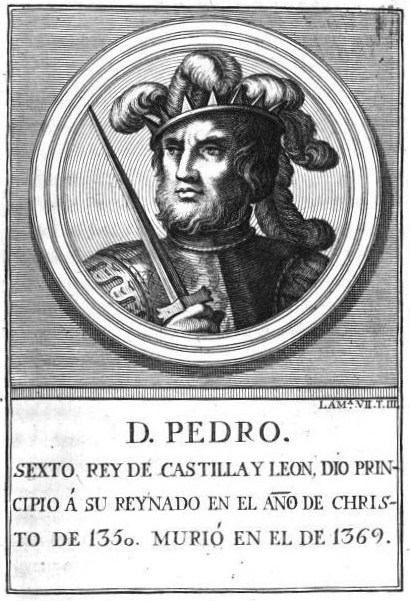
Retrato del rey Pedro I del libro Retratos de los reyes de España de 1788

Después de la reunión con Alfonso IV de Portugal, se dirigió a Andalucía para someter a Alfonso Fernández Coronel, que se había sublevado en Aguilar, si bien hubo de encomendar bien pronto a otros aquella guerra por haber sabido que su hermano Enrique se fortificaba en Asturias. Enrique contaba con Gijón, pero no pudo apoderarse de Avilés y Oviedo antes de que llegase el ejército real en junio de 1352. No tardó en conseguir que su hermano se le sometiera con las mayores muestras de arrepentimiento y lo perdonó por tercera vez. Con igual rapidez y fortuna sofocó los intentos de rebelión de su otro hermano Tello, en septiembre.
A continuación se pactó el Tratado de Tarazona con Aragón, en octubre, que debía poner fin al apoyo que cada uno de los reinos prestaba a los levantamientos nobiliarios en el otro.
Se acordó ese mismo año y por insistencia del papado la boda del rey con Blanca de Borbón, hija del duque de Borbón y sobrina del monarca francés. La consiguiente alianza castellano-francesa y el contrato matrimonial se firmaron a principios de julio de 1352. Blanca pasó por Aragón y llegó a Valladolid el 25 de febrero de 1353. No obstante, para entonces el rey ya era amante de María de Padilla, hija de un señor feudal del norte de Palencia a la que había conocido hacía poco, antes o después de la campaña asturiana.
María tuvo la primera hija de la relación con el rey, Beatriz, el 22 de marzo de 1353. Mientras el rey avanzaba lentamente hacia Valladolid, reacio a celebrar la boda pactada con el papa y Francia. La actitud del rey respecto al casamiento y el encumbramiento de los parientes de la amante perjudicaron a Alburquerque, que acababa de tomar Aguilar y vuelto de Portugal de apresar allí al rebelde Juan de la Cerda. El valido lo convenció para que siguiese avanzando recordando a Pedro la importancia de asegurarse un heredero para reforzar su posición, para lo que el matrimonio con Blanca era esencial. La boda se celebró finalmente el 3 de junio y sirvió de justificación para una breve reconciliación del rey con sus hermanos bastardos, que participaron destacadamente en las celebraciones.
Los festejos dieron paso a la consternación cuando el rey abandonó a su esposa a los tres días de celebrada la boda, acto que tuvo graves consecuencias. Parece que el motivo fue la confirmación que Blanca hizo al rey de la incapacidad francesa para pagar la dote prometida. El rey probablemente se sintió burlado, culpó a Alburquerque y marchó a reunirse con su amante. Pasó por Olmedo y Montalbán antes de instalarse en Toledo, a donde lo siguió parte de la nobleza y adonde se encaminó en principio Alburquerque, que luego, ante la sospecha de que el rey pretendía atraerlo a una trampa, huyó a sus posesiones en la frontera portuguesa. Entonces el rey empezó a destituir a los cargos que se habían nombrado durante el valimiento del fugado, entre ellos al maestre de Calatrava, que también había huido a sus tierras. El proceso, lento, favoreció a los parientes de María de Padilla. El rey volvió a Valladolid, donde estaban los principales organismos de gobierno, que habían seguido administrando asuntos en su ausencia, a comienzos de julio. Solamente pasó dos días con su esposa, a la que abandonó para volver a Olmedo con su amante; nunca volvió a ver a Blanca. La delegación francesa que había acompañado a la reina a Castilla se retiró y la suerte de la efímera alianza quedó en manos de las gestiones papales, en parte por la precaria situación de Francia. Blanca partió a Tordesillas y Medina del Campo con su suegra, pero luego el rey ordenó que se la encarcelase en Arévalo. Así pudo volver a Andalucía y, en 1353, dar muerte por ejecución a Fernández Coronel.
Pedro pactó a continuación con Alburquerque el paso de este a Portugal a cambio de ciertas garantías, pero no dejó por ello de perseguir con saña a los que creía ligados al antiguo valido. Emprendió las operaciones de eliminación de los rebeldes a comienzos de 1354. Marchó primero contra el maestre de Calatrava, Juan Núñez de Prado, refugiado en Almagro después de haber huido a Aragón, que no ofreció resistencia y fue luego asesinado en prisión. El maestrazgo de la orden pasó a Diego García de Padilla, hermano de la amante real, pese a que no cumplía los requisitos para serlo. Seguidamente fue a rendir las plazas de Alburquerque en Extremadura; lo logró con Medellín, pero no con otras, por lo que prefirió retirarse y reclamar la entrega del antiguo valido a Portugal, que no obtuvo.
En 1354 y tras la rebelión, destituyó al alguacil mayor y a los demás depositarios de la autoridad real nombrados por Alburquerque, reemplazándolos por los Padilla, sus nuevos favoritos. Desposeyó a Juan Núñez de Prado del maestrazgo de la Orden de Calatrava y se lo dio a Diego García de Padilla, hermano de María, el cual hizo dar muerte a su predecesor en el castillo de Maqueda, perteneciente a la misma orden, por un tal Diego López de Porras.

## Destitución de Alburquerque y traición de los bastardos de Alfonso XI
El apartamiento del señor de Alburquerque del servicio del rey no bastó y decidió quitarle los lugares que tenía. Pedro sitió la plaza de Medellín. Los caballeros que defendían la plaza enviaron un mensaje a Alburquerque en el que le pedían ayuda o que les librara del «homenaje» que, como guardadores de la plaza, tenían prestado a Juan Alfonso, que no pudo ayudarlos.
Al punto marchó Pedro contra la villa de Alburquerque, pero se negaron a abrirle las puertas. Estaba dentro el comendador mayor de Calatrava, Pedro Estébanez Carpentero, contra quien dio sentencia el rey por haberle resistido, aunque este alegó que ni era alcaide de la fortaleza, ni estaba allí por otra causa que por miedo de ser partícipe de la suerte funesta de su tío, don Juan Núñez de Prado, maestre de la Orden.
No fue este el único castillo que mantuvo el pendón del señor de Alburquerque, por lo que Pedro se apartó de la frontera, dejando a sus hermanos promovidos por él a conde de Trastámara y al maestrazgo de Santiago, controlados en sus movimientos por Juan García de Villagera, hermano de la amante del rey, y a quien había favorecido con la encomienda mayor de la Orden de Santiago.
Al mismo tiempo envió sus mensajeros a su abuelo el rey de Portugal con quejas contra Alburquerque, los cuales llegaron al tiempo en que se celebraban en Évora las bodas de Fernando de Aragón, marqués de Tortosa y primo hermano de Pedro I, con María, infanta portuguesa. Una parte de nobleza levantisca consideraba seriamente al infante Fernando de Aragón como posible sucesor legítimo del trono de Castilla si Pedro muriese sin hijos legítimos varones, a menos que estos fueran finalmente asesinados o «desaparecidos».
A esta boda asistió también Juan Alfonso de Alburquerque, quien dirigió al monarca portugués un razonamiento sobre los agravios que había recibido y recibía aún de su nieto castellano Pedro. No faltaron en el discurso suaves amenazas contra Enrique de Trastámara y su hermano, lo que significa que aún no habían comenzado los tratos entre él y ambos bastardos, hermanos de Pedro. Alfonso IV de Portugal dio a entender entonces las quejas de su nieto Pedro sobre la gestión de Albuquerque de las rentas de Castilla y, por último, se mostró orgulloso de haber procurado al rey un enlace ilustre y la paz con Aragón, Navarra y Portugal.
El rey de Portugal se puso de parte de Alburquerque, que era su huésped y pariente, y lo mismo hicieron otros nobles de su corte; pero al hablar algunos caballeros castellanos de la comitiva del novio conforme a la pretensión de los embajadores, se embraveció la disputa, de manera que los festejos estuvieron a punto de ser sangrientos, aunque el rey lo impidió con su autoridad y mandato.
La corte portuguesa pasó después a Estremoz, y con ella iba Juan Alfonso de Alburquerque. Allí recibió este un mensaje de Enrique y Fadrique, quienes habían sido puestos por su hermano para defender la frontera, en el cual proponían pactos y alianzas a Juan Alfonso de Alburquerque encaminados a lograr ventajas para los tres. Se reunieron en Elvas y Badajoz, y tan avanzados iban los tratos, que apresaron a Juan García de Villagera, aunque logró escapar a las pocas horas y presentarse a su señor informándole de la conjura.
El pacto postulaba que la Corona de Castilla fuera para el infante Pedro, hijo del rey de Portugal, como nieto de Sancho IV de Castilla en lugar de para Fernando de Aragón, primo carnal de Pedro I de Castilla. El infante portugués recibió las propuestas por boca de Alvar Pérez de Castro, hermano de la célebre Inés de Castro, y las admitió, aunque sabedor su padre Alfonso IV de Portugal de lo que se tramaba le hizo desistir de ello, siendo acaso parte en su resolución última su hermana María, madre de Pedro I de Castilla, que fue a reunirse con Pedro en Toro.

## Nuevo matrimonio

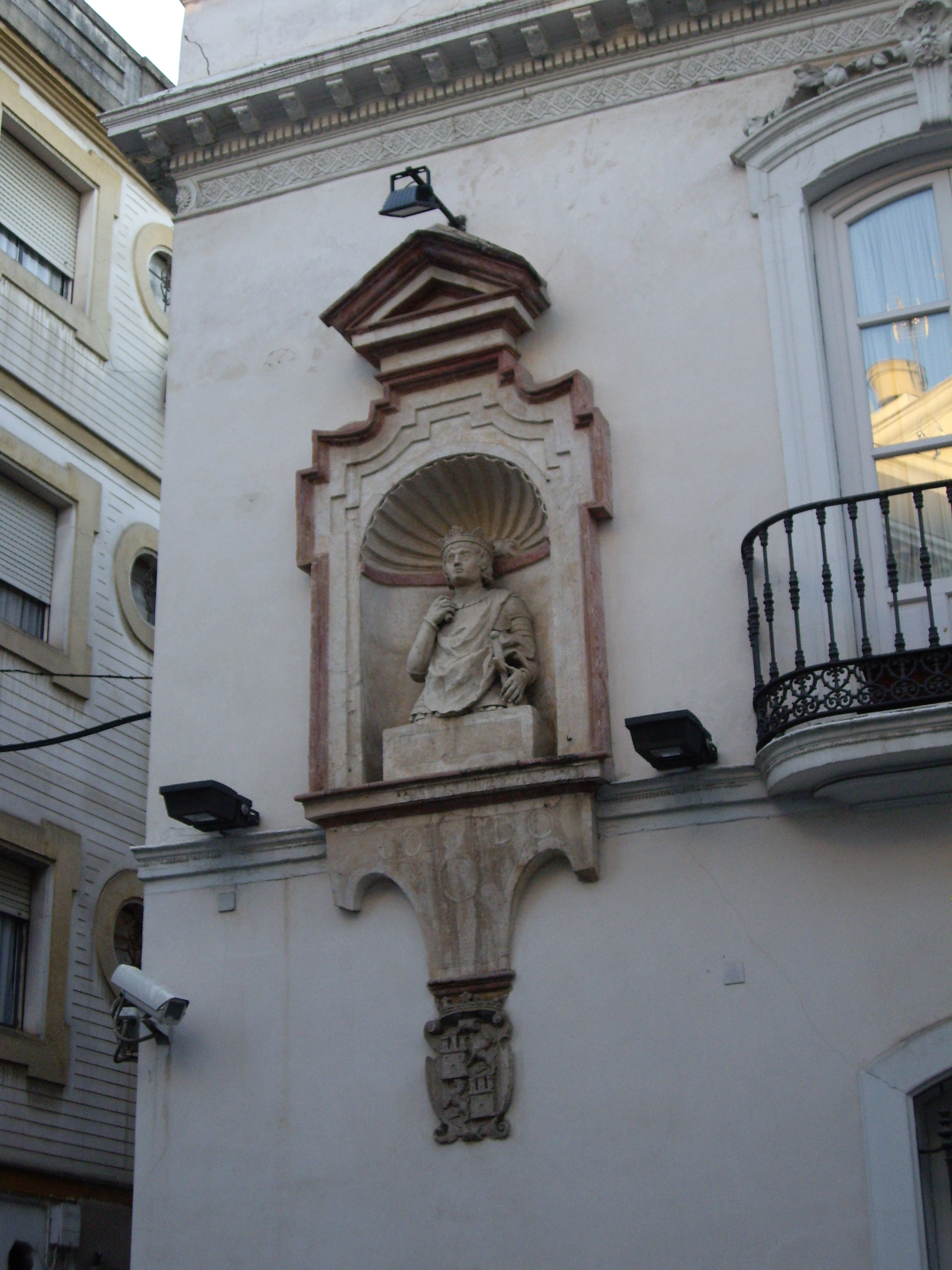
Busto del rey Pedro en el barrio de La Alfalfa de Sevilla, una pieza de finales del o principios del que sustituye a otro busto del monarca que eventualmente fue colocado ahí tras una reyerta donde Pedro I mató a un miembro de la familia Guzmán que apoyaba a Enrique de Trastámara. El original se encuentra en la Casa de Pilatos de Sevilla.

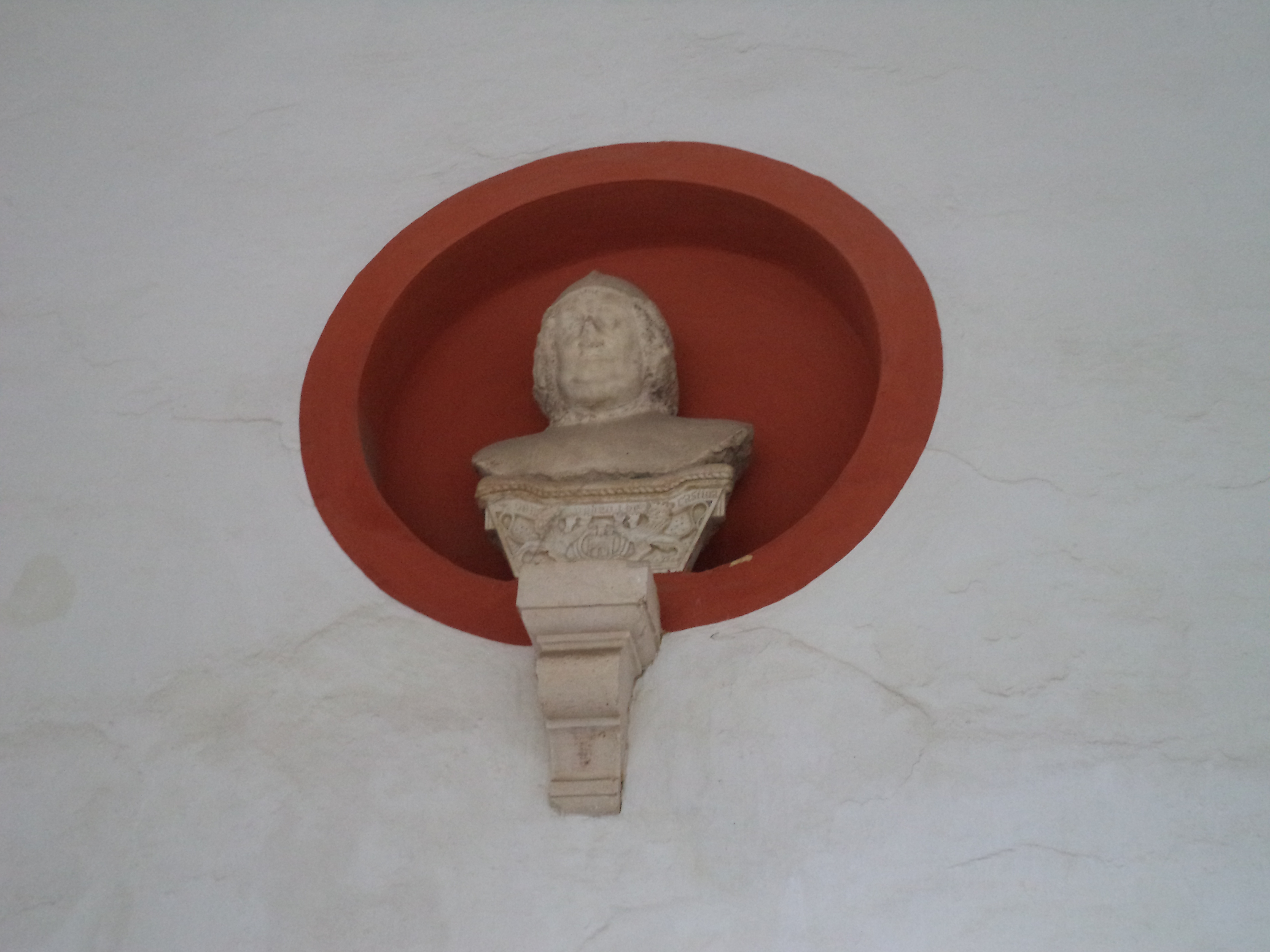
Cabeza de piedra del Rey Don Pedro que fue colocada en un primer momento en el barrio de la Alfafa y que en la actualidad está en la Casa-Palacio de los duques de Medinaceli de Sevilla, conocida como Casa de Pilatos.

Incluso el papa Inocencio VI fue informado en Aviñón de las desdichas de la reina consorte Blanca de Borbón, hermana de la reina consorte de Francia Juana de Borbón, venida de su padre Pedro I de Borbón sin la dote monetaria pactada por los negociadores castellanos de tal boda. Se consiguió entonces que el rey pasase en Valladolid dos días más al lado de Blanca. Pero se dice que no hizo caso a tales quejas pues ya tenía tratos de casamiento con Juana de Castro, mujer viuda de noble prosapia, a pesar de que vivían tanto su esposa Blanca, como su amante María.
Parece que Juana de Castro se resistía a estos proyectos de nuevo matrimonio porque la viuda creía válido el anterior de Pedro con Blanca. La pasión acalló de continuo toda prudencia en el rey, quien no solo ofreció varios lugares y castillos en prenda de que celebraría el matrimonio, sino también quiso probar que no era válido el matrimonio de Valladolid. Parece que dos obispos, el de Salamanca, Juan Lucero, y el de Ávila –no Juan como dicen algunos autores, sino quizá Sancho Blázquez Dávila– estuvieron dispuestos a analizar o reparar lo sucedido, anulando el anterior matrimonio del rey a comienzos de abril de 1354. A Pedro y Juana los casó inmediatamente después el obispo de Salamanca en Cuéllar y Juana de Castro tomó el título de reina, aunque los cronistas posteriores aseguran que al día siguiente el rey la abandonó para irse alterado a Castrojeriz por las nuevas que le trajo uno de los suyos. Juana, que nunca volvió a ver al monarca, se encerró en el único de los castillos que le quedaban de los obtenidos de su fugaz esposo, el de Dueñas, en el que permaneció hasta su muerte. Parece que fue la noticia de que eran los hermanos de su nueva esposa, Álvar e Inés, los que habían ofrecido la corona del reino al heredero portugués lo que desencadenó el nuevo abandono.
El papa comisionó a Beltrán, obispo de Senez (Alpes de Haute Provence) para que formase proceso canónico contra los obispos de Salamanca y Ávila, y conminase al rey con graves penas para que abandonase a Juana y se uniese a su esposa. De no hacerlo le daba plena autoridad para proceder, no solo contra el monarca, sino contra sus ayudas y cómplices, siquiera fuesen arzobispos, obispos, cabildos, monasterios, duques, condes, vasallos, castillos y lugares. El papa escribió también al monarca reprochándole con duras frases sus delitos contra la pública honestidad y el olvido de los deberes de su rango supremo, esperando que al fin volviera a vida mejor y al cariño de su consorte. Así, el papa tomó partido por el bando nobiliario en lo que era esencialmente una lucha por el poder, entre este y el monarca, dando al conflicto un aspecto de defensa caballeresca de la reina Blanca que sirvió para aglutinar a los diversos elementos que se oponían al rey. La situación era especialmente paradójica en el caso de los hermanos bastardos de Pedro I: siendo hijos de la amante de Alfonso XI y habiendo respaldo al rey cuando había abandonado a su esposa porque les interesaba romper la alianza con Francia simbolizada en el matrimonio con Blanca, exigían ya al rey que volviese con esta. En realidad, la defensa de la reina fue una mera excusa para justificar otros intereses de los adversarios del rey que tuvo, empero, gran resonancia entre la población.
El soberano se instaló en Castrojeriz tras abandonar a su segunda esposa, desde donde trató de dar una sensación de normalidad en el gobierno del reino, estudiar la evolución de la situación, y reunir el mayor número de apoyos, incluso a costa de concesiones y mercedes. El principal de sus escasos apoyos fue el de los infantes de Aragón, hostiles desde antiguo a Enrique de Trastámara. A uno de ellos, Juan, le entregó la mano de Isabel de Lara, hermana de la esposa del señor de Vizcaya, Tello de Castilla, uno de los bastardos Trastámara, del que Pedro ya desconfiaba y que efectivamente acabó por unirse a la rebelión de sus hermanos, aunque siempre de manera interesada. El objetivo era tener un candidato alternativo al señorío vizcaíno que fuese fiel al rey y que pudiese emplear los recursos del territorio en favor de la causa real, cosa que no se logró.

## Rebelión nobiliaria

### Regreso de María de Padilla

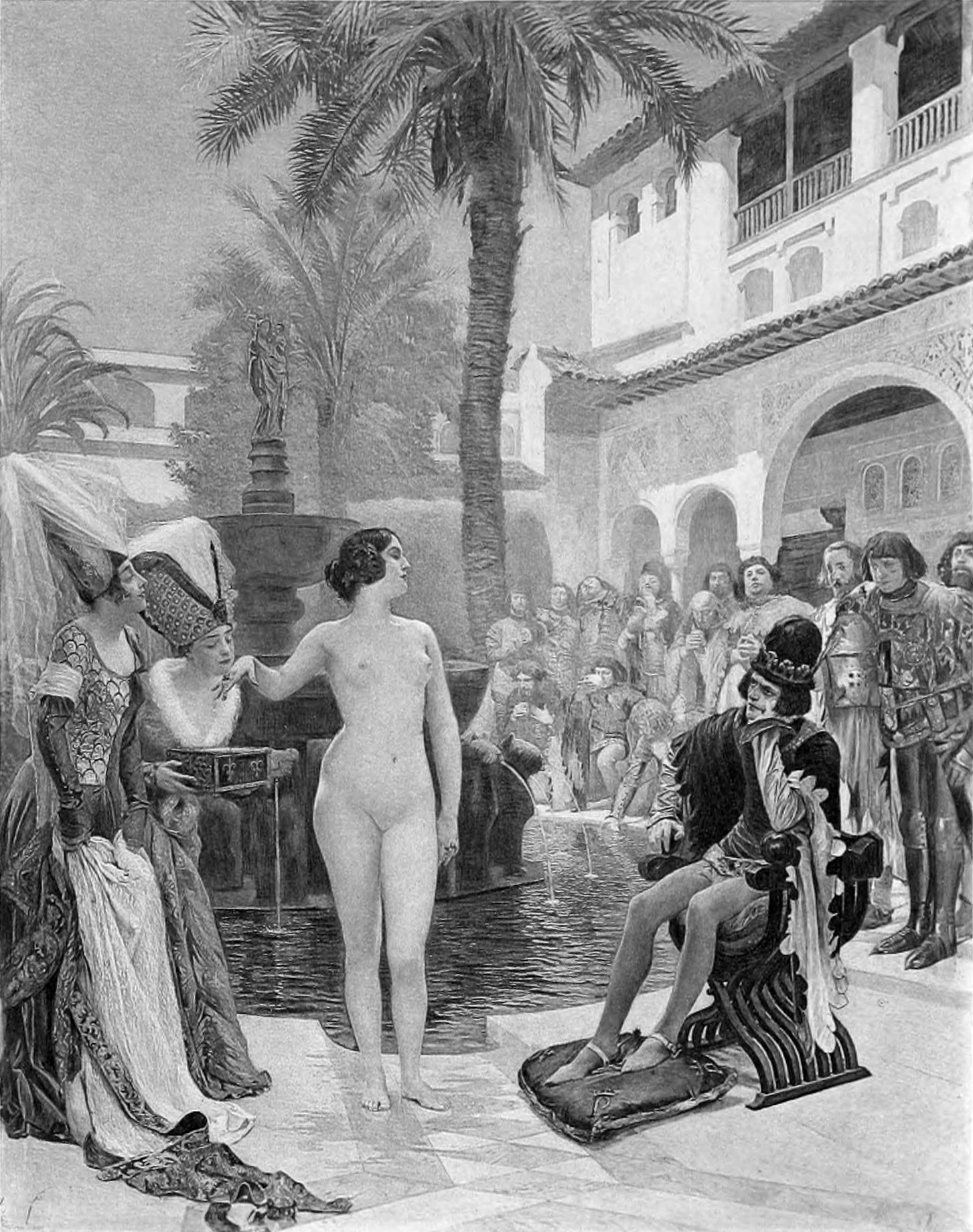
María de Padilla, desnuda en el Alcázar de Sevilla frente a Pedro I, en un grabado de Paul Gervais.

Los encuentros entre el rey y María de Padilla cesaron tanto por la condenación papal como por los nuevos amoríos entre don Pedro y Juana de Castro. María se dirigió entonces al papa, solicitando licencia para fundar un monasterio de monjas clarisas en la diócesis de Palencia, de donde era originaria, o en otra parte. El rey favoreció las pretensiones de María, como resulta de los documentos pontificios que vinieron de Aviñón, y aun cuando, según se dio a entender al papa, el propósito de María era hacer en el monasterio vida penitente. Así, se fundó el monasterio en Astudillo no mucho después, pero no entró en él María, sino que volvió a convertirse en amante del rey.
Fernán Ruiz de Castro, un hermano de Juana, deseoso de venganza por lo que consideraba infamia del rey contra su hermana, acaudilló una nueva rebelión, si bien su liga con los bastardos de Alfonso XI también pudo deberse al deseo de desposar a la hermana de estos, Juana. Creció en tanto el partido de doña Blanca, que llegó a contar con la ayuda de los hermanos del rey, Alburquerque, los infantes de Aragón, Fernando y Juan, de Leonor, viuda de Alfonso IV de Aragón, de María de Portugal, la madre del rey, de la poderosa familia Castro y muchos nobles, todos los cuales exigían con las armas que Pedro hiciera vida conyugal con doña Blanca. Aunque esto era el pretexto, lo que en verdad reclamaban era recuperar su influencia perdida en la corte. Como jefe de la liga figuraba Alburquerque, que murió en octubre de 1354, con sospechas de haber sido envenenado por orden del rey. Los demás confederados no cejaron en sus planes.
Las órdenes militares se dividieron en el enfrentamiento entre el rey y sus adversarios. El monarca contó con el respaldo del maestre de Calatrava, Diego García de Padilla, pero el comendador mayor de la orden, Pedro Estévanez Carpenteyro, sobrino del anterior maestre, tomó partido por los rebeldes, se hizo elegir maestre en Osuna declarando ilegal el nombramiento de García de Padilla y se apoderó de algunas plazas importantes (Osuna, Martos, Víboras y Porcuna). El maestre de la orden de Alcántara, Ferrán Pérez Ponce se mantuvo neutral en el conflicto, incapaz de concertarse con los rebeldes. Los rebeldes también trataron de granjearse el apoyo de las tierras de la orden de Santiago, cuyo maestre era el bastardo Fadrique.
Los nobles rebeldes comenzaron por intentar tomar Ciudad Rodrigo, infructuosamente. Luego recorrieron las tierras de la orden de Santiago para aumentar sus fuerzas, sin conseguir que se les rindiese Montiel, por lo que acabaron refugiándose en el gran castillo de Segura de la Sierra y en el de Hornos, en la sierra de Cazorla. El rey contraatacó en la Tierra de Campos, asaltando las fortalezas de Isabel Téllez de Meneses, esposa de Alburquerque. No pudo tomar la de Montealegre, pero sí los de Ampudia y Villalba de los Alcores, que se rindieron a finales de junio. Pasó luego por Toro antes de marchar a Sahagún a principios de julio para ir desde allí contra los castillos de Cea y Grajal. Ese mismo mes nació en Castrojeriz la segunda hija del rey con María de Padilla, Constanza.
Pedro dejó a los infantes de Aragón en Salamanca y la Tierra de Campos para estorbar las maniobras del enemigo y marchó a Toledo para tratar de someter las tierras de la orden de Santiago en la región. Partió luego a intentar expugnar Segura de la Sierra y apresar a Fadrique, pero la reciedumbre de la fortaleza lo impidió, así que se contentó con cercarla, solicitar refuerzos para compensar los hombres que hubo de dejar allí y volver a Ocaña para elegir un nuevo maestre de la orden que le fuese leal. Escogió al hermano natural de María de Padilla, Juan García de Villajera, pese a estar casado y vivir aún el maestre anterior, lo que infringía los estatutos de la orden. Esta elección supuso el cisma de la orden entre los que reconocieron al nuevo maestre y los que no.

### Levantamiento de Toledo y extensión de la rebelión nobiliaria
El rey decidió que, dada la inestable situación en el norte del reino, convenía trasladar a Blanca al alcázar de Toledo. Para entonces varios importantes toledanos, como el mismo arzobispo de la ciudad, el obispo de Segovia Pedro Gómez de Gudiel o Tel González Palomeque habían tomado partido por la reina, a la que aconsejaron refugiarse en la catedral. Blanca optó por rebelarse abiertamente y solicitar diversos apoyos, entre ellos el de Inocencio IV. La ciudad de Toledo se rebeló contra el rey en favor de la reina casi al completo a principios de agosto. Fadrique acudió de inmediato a la ciudad con setecientos caballeros, entre ellos algunos de los que habían quedado cercándolo en Segura. A Toledo le siguieron varias ciudades: Cuenca, Córdoba, Jaén, Úbeda, Baeza y Talavera. El movimiento, heterogéneo, utilizó como motivo aglutinador el alejamiento del rey de la reina, que sirvió para cohesionar algo a los diversos nobles rebeldes y para atraerse al pueblo llano y al clero. El papa tomó partido también por el partido nobiliario que buscaba realmente someter al soberano a su control. Varios nobles que hasta entonces habían permanecido fieles al rey se pasaron entonces a los rebeldes que en el norte se reunieron en torno a Montealegre. También dejaron al rey los infantes de Aragón, que preparaban desde hacía tiempo la deserción. Con ellos perdió Pedro I el último apoyo que le quedaba entre la alta nobleza y gran cantidad de caballeros, que los acompañaron primero a Montealegre y luego a Cuenca de Campos. El antiguo valido Alburquesque, los infantes de Aragón y los bastardos de Alfonso XI fueron estrechando lazos a finales del verano, que exigieron al rey la vuelta con Blanca, el abandono de su amante y el apartamiento de los parientes de esta de los puestos de gobierno.
El rey fue a refugiarse a Tordesillas, donde sus exiguas fuerzas quedaron cercadas y a donde acudió la reina Leonor a presentarle las exigencias de los sublevados, que rehusó aceptar. El rechazo del rey hizo que los rebeldes tratasen de apoderarse de las plazas que aún eran fieles al soberano: fracasaron ante Valladolid y Salamanca, pero sí expugnaron Medina del Campo a finales de septiembre. Esta victoria dio paso al debilitamiento de los rebeldes, agudizada por la muerte de Juan Alfonso de Alburquerque, de la que los alzados culparon injustamente a Pedro I, y por sus rencillas. Lograron, sin embargo, reunir un gran ejército de cinco mil caballeros en Medina, al que el rey no podía hacer frente, por lo que partió a refugiarse a la recia fortaleza de Toro a mediados de noviembre, donde sufrió nuevas deserciones. Los nobles se situaron en torno a la plaza y los dos bandos accedieron a parlamentar.

### Falsos acuerdos en Tejadillo y cautiverio del rey

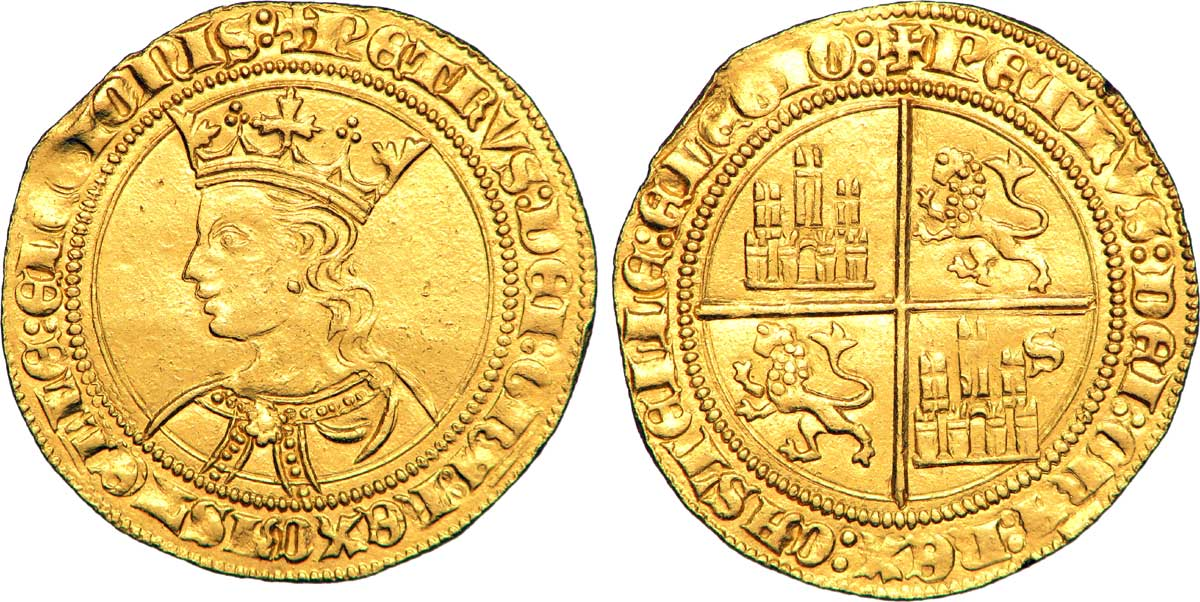
Dobla de 35 maravedíes de Pedro I de Castilla

En Tejadillo, actualmente un despoblado entre Toro y Morales, conferenció Pedro con los nobles de la liga, aunque no se llegó a un acuerdo. En la reunión quedó palmaria la oposición de la Corona, que buscaba afirmar la voluntad del rey como base del gobierno, al de la nobleza, que pretendía que el poder real quedase limitado por sus privilegios. Pedro I se avino a perdonar a los rebeldes, pero no a entregarles el gobierno como pretendían, por lo que continuó el enfrentamiento. Los nobles se retiraron de los alrededores de Toro, ya muy esquilmados, para seguir el cerco desde Zamora.
Pedro I cometió entonces un grave error: abandonar la fuerte Toro para marchar a Urueña, donde estaba María de Padilla. La reina madre esperó pocas horas para ponerse en contacto con los nobles rebeldes, a los que abrió las puertas de Toro. Toro, villa de la reina madre, se convirtió en el cuartel general de los confabulados. Desde allí los nobles conminaron al rey a acudir ante ellos y someterse a su voluntad. Pedro lo hizo tras dudar, por recomendación del valido Hinestrosa, que lo acompañó junto al tesorero Samuel Leví y al canciller, pese al peligro que suponía. Hinestrosa y Leví fueron encarcelados al llegar a Toro y los rebeldes exigieron la entrega de los sellos reales y la concesión de los oficios cortesanos, que teóricamente dependían de la voluntad del rey.
El rey quedó preso en las casas del obispo de Zamora, si bien se le concedieron ciertas libertades. Pedro I fue aprovechando las claras disensiones entre los distintos grupos que componían la liga nobiliaria para desbaratarla y atraerse a algunos de sus miembros. Los más fáciles de atraer fueron los infantes de Aragón y la reina Leonor, que habían sido de los últimos en abandonarlo. No se sabe con certeza quiénes facilitaron la fuga del rey a Segovia a principios de enero de 1355, aprovechando una jornada de caza, a la que el rey era muy aficionado, y la niebla que cubría la zona. Se culpó de ella a los infantes de Aragón y a Tello, pero no está claro que fuesen ellos. En cualquier caso, la huida originó la disgregación de la liga nobiliaria, minada por las suspicacias entre sus miembros y por la enérgica actuación del rey nada más recobrar la libertad.

### Derrota de la rebelión
La fuga del rey agravó el conflicto en el que el papado tomó partido por los nobles insurrectos: el 19 de enero de 1355, el emisario del papa, obispo de Senez, y los obispos de Plasencia y Sigüenza excomulgaron al rey y pusieron el reino en entredicho, salvo los territorios que se creía controlados por los nobles rebeldes. Muchos de los nobles, sin embargo, se apresuraron a pasarse a las filas del soberano, si bien a cambio de concesiones. Entre ellos destacaron los infantes de Aragón, que volvían a ser el principal apoyo de Pedro I. Los principales rebeldes que todavía no se habían vuelto a someter a la autoridad real se refugiaron en sus tierras, mientras el rey reunía fondos para emprender la ofensiva contra ellos. Partió primero contra Toro en marzo, que no pudo tomar pero del que la reina María liberó a Hinestrosa, que esperaba que intercediese en su favor ante su hijo. Luego marchó a Medina del Campo, donde reorganizó sus huestes para marchar contra Toledo y ordenó matar al adelantado mayor de Castilla, Pedro Ruiz de Villegas. Antes de  partir hacia Toledo el 20 de abril, despachó una poderosa hueste hacia Galicia para evitar toda reacción de Fernando de Castro, para lo cual también contó con el obispo de Lugo, antiguo confesor del rey.
Enrique reaccionó dejando Toro y marchando a Talavera para auxiliar a su hermano, pero fue atacado por los vecinos de Colmenar en el Puerto del Pico, aunque consiguió llegar a su destino. Los dos hermanos marcharon a reforzar Toledo ante la inminente llegada de Pedro I, que el 16 de mayo estaba ya en Torrijos. Pensaban que la población de la ciudad resistiría denodadamente al monarca, pero para entonces ya estaba en tratos con él para someterse, por lo que al llegar a los Trastámara se les negó el acceso por la puerta da San Martín y hubieron de acceder por la de Alcántara. Trataron en vano de levantar la ciudad contra el rey y atacaron la judería, asalto en el que mataron unos mil doscientos judíos, con el concurso de la población musulmana. Los partidarios de Pedro I solicitaron su inmediato socorro, al que acudió el rey. Se desató entonces una reñida lucha callejera y un intento fracasado de las tropas de los Trastámara de vencer a las reales junto a la puerta de San Martín antes de que estas pudiesen ampararse en la ciudad. Los Trastámara no pudieron imponerse en la ciudad y llegaron tarde a la puerta toledana, por lo que finalmente decidieron replegarse a Talavera, dejando Toledo en manos del rey. Las tropas de este atacaron los barrios partidarios del enemigo, enconando todavía más las rivalidades en la ciudad, ya intensas tras las matanzas anteriores. El rey ordenó entonces una serie de ejecuciones y desterró a la reina, sin verla siquiera, al castillo de Sigüenza, del que había despojado a su obispo por haber participado en la excomunión de enero.
Marchó a principios de junio contra Cuenca, que prefirió someterse a cambio de no ser ocupada por el ejército real, condición que aceptó el soberano, conocedor de lo difícil que hubiese sido expugnarla. Enrique y Fadrique habían dejado bien guarnecida Talavera para marchar a defender Toro, siguiente objetivo del rey. El cerco de la plaza comenzó a mediados de agosto, cuando nació en Tordesillas otra hija del rey, Isabel. Trató de someter al mismo tiempo algunas plazas menores, con relativa fortuna dada la necesidad de mantener el grueso del ejército en torno a Toro. El intento del infante Juan de arrebatar Vizcaya a Tello fracasó en Gordejuela y Ochandiano, pero el vencedor se mantuvo fundamentalmente a la defensiva. Por otra parte, el fallecimiento del maestre de Alcántara permitió al rey nombrar uno de su gusto el 13 de noviembre, aunque el candidato no cumplía los requisitos que exigía el puesto.

## Guerra con Aragón

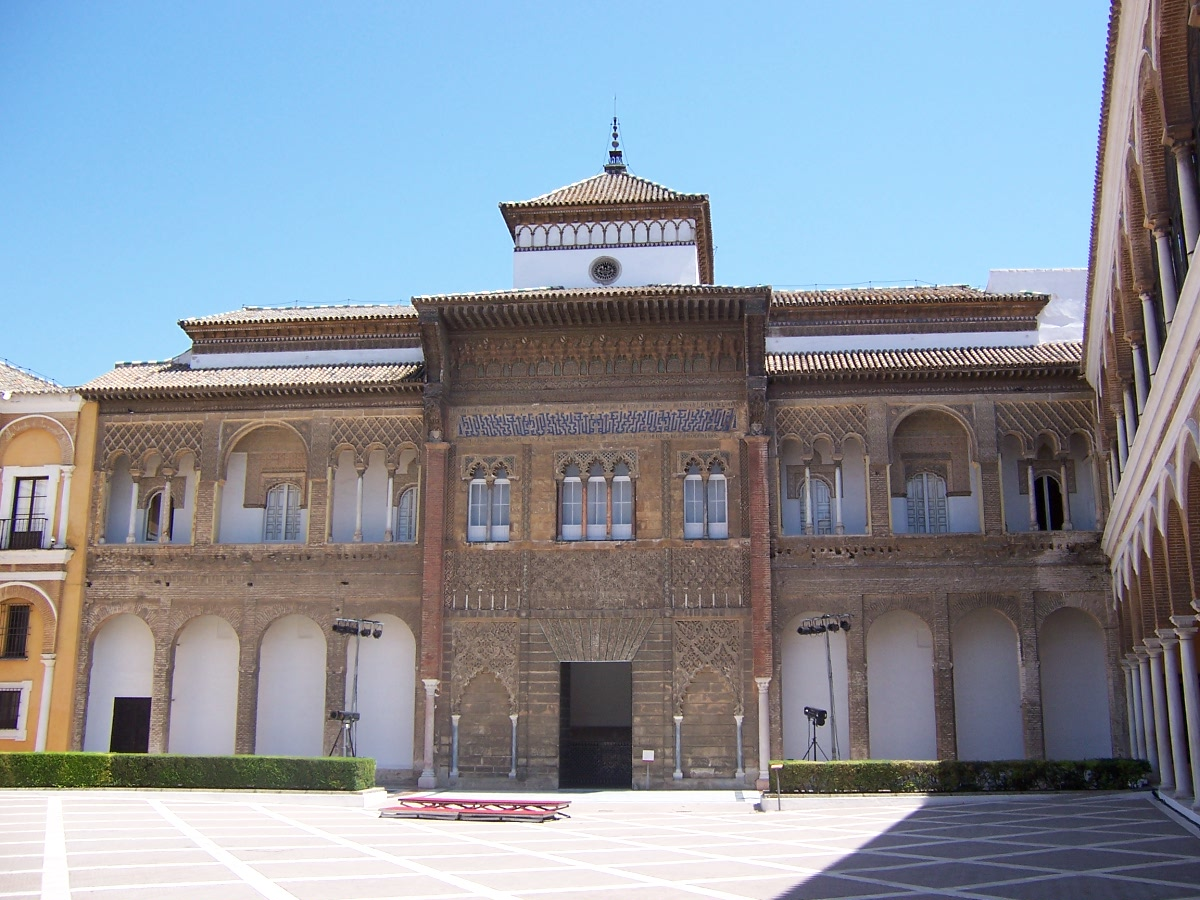
Palacio de Pedro I en el Alcázar de Sevilla (vista desde el Patio de la Montería).

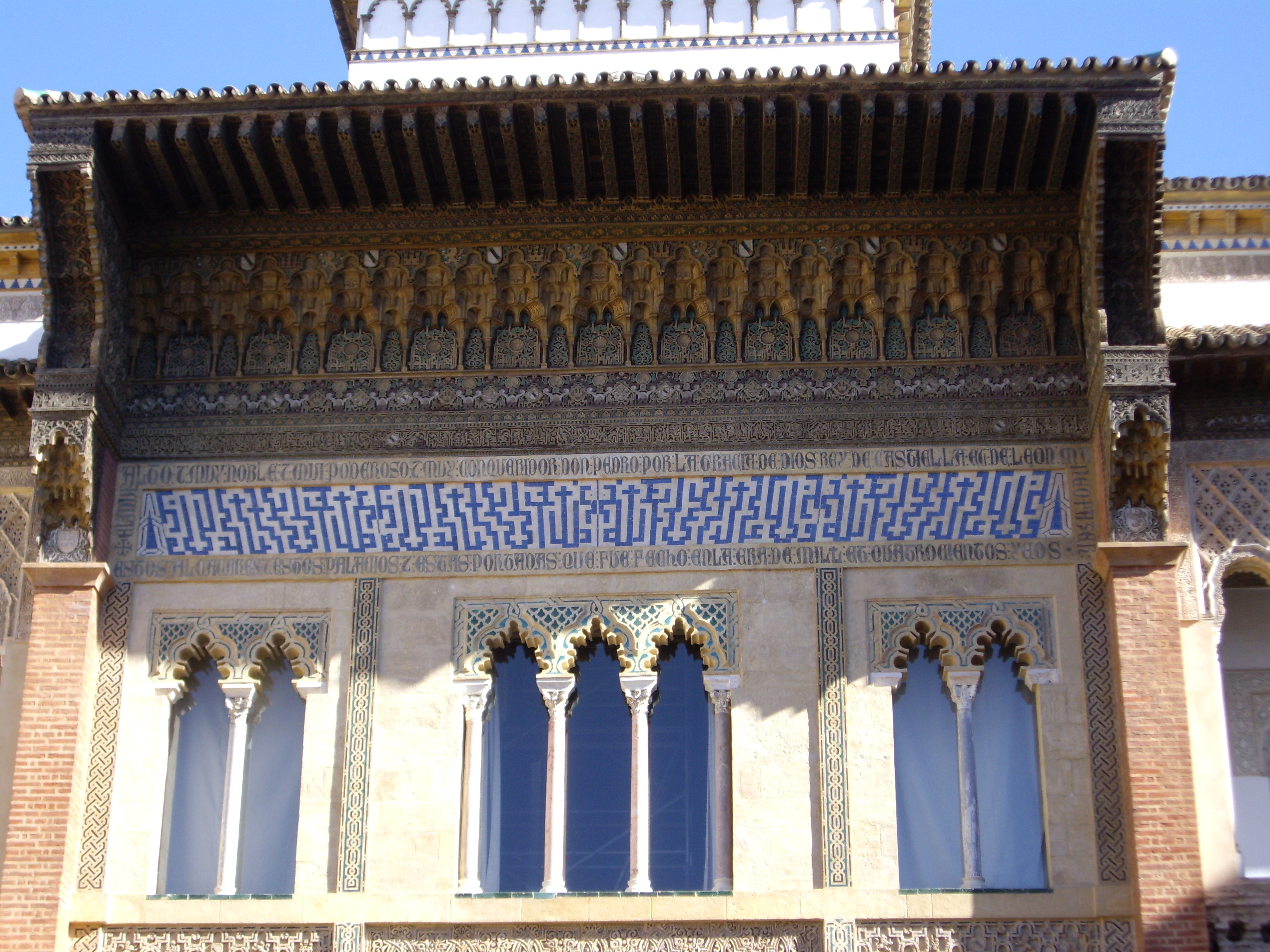
En la portada del Palacio del Rey Don Pedro del Alcázar de Sevilla puede leerse en los azulejos azules un texto en árabe rodeado de un texto en español que dice "El muy alto et muy noble et muy poderoso et muy conqueridor don Pedro por la gracia de Dios rey de Castilla et de León, mandó fazer estos alcázares et estos palacios et estas portadas que fue fecho en la era de mill et quatrocientos y dos años"

Pasado algún tiempo surgió la guerra con Aragón. El detonante fue que diez galeras y un leño aragoneses, armados por mosén Francisco de Perellós, con licencia del rey Pedro IV el Ceremonioso para ir en auxilio de Francia contra Inglaterra, arribaron a Sanlúcar de Barrameda en busca de víveres y apresaron en aquellas aguas a dos barcos placentinos —aliados de la República de Génova, que entonces se encontraba en guerra con Aragón—. Pedro I, que se hallaba en dicho puerto, requirió a Perellós para que abandonase su presa; y como el aragonés no lo hizo, el rey castellano se quejó a Pedro IV, quien regateó las satisfacciones. En realidad, el asunto de los mercantes de Plasencia simplemente precipitó una guerra entre las dos Coronas, hostiles ya desde antiguo, tanto por las alianzas opuestas de ambas en el Mediterráneo como por las disputas fronterizas y las rivalidades dinásticas. El rey aragonés, creyendo débil a su tocayo castellano, suscitó la contienda.
Sin embargo, Pedro I tomó la iniciativa: acosó a los aragoneses en la zona de Molina de Aragón y el 8 de septiembre de 1356 tomó Alicante, ante la incapacidad de Pedro IV de defenderla, privado de la colaboración de buena parte de la nobleza del reino. Luego el fracasado intento del infante Fernando de tomar Biar obligó a evacuar Alicante. Para entonces Pedro I ya había dejado el sector murciano del frente para pasar al conquense, aunque al poco marchó a Sevilla a preparar la campaña del año siguiente y reunir fondos para costearla. Pedro IV dedicó el otoño y el invierno a intentar atraerse a distintos nobles castellanos para contrarrestar la ofensiva castellana. Uno de estos, Juan de la Cerca, yerno del anteriormente decapitado señor de Aguilar de la Frontera, Alfonso Fernández Coronel, marchó a Niebla a tratar de sublevar Andalucía contra el rey, pero no lo consiguió: sin adhesiones, se retiró a Gibraleón, cerca del cual fue vencido y preso en marzo de 1357. El rey lo hizo ejecutar.
Para entonces ya había comenzado la ofensiva castellana contra Aragón: amagando un ataque por la zona central de la frontera, el asalto principal se dirigió hacia la zona del Moncayo; el objetivo central fue Tarazona. Para evitar que los aragoneses la defendiesen adecuadamente, los castellanos los acosaron en la zona de Teruel y Borja. Pedro IV trató de retrasar las operaciones enemigas con la mediación del experto legado papal, el cardenal Guillermo de la Jugie; el soberano castellano fingió acceder a respetar una tregua de dos semanas, que en realidad aprovechó para tomar Tarazona el 9 de marzo. Pedro I se avino a tratar entonces, alcanzados ya los primeros objetivos de la campaña y el 8 de mayo se firmó una tregua de un año por mediación del legado pontificio. No obstante haberse comprometido a buscar la paz, que en última instancia habían dejado al arbitrio del cardenal, los dos bandos simplemente deseaban aprovechar el cese temporal de las hostilidades para reforzar sus posiciones.
Pedro IV aprovechó las treguas para atraerse después de prolijas negociaciones al infante Fernando, que se pasó a los aragoneses el 7 de diciembre, con las plazas que dominaba en la zona alicantina. Algún acontecimiento desconocido desencadenó en mayo de 1358 otra serie de asesinatos ordenados por Pedro I. Atrajo a Fadrique al alcázar sevillano, donde unos ballesteros del rey lo mataron a golpes de maza. A este asesinato siguieron los de otros nobles, antiguos rebeldes. Esa misma tarde partió hacia el norte con intención de desembarazarse también de Tello, con la colaboración del infante Juan de Aragón y Castilla, al que deseaba usar contra este para luego hacerlo matar también. El rey marchó a gran velocidad hacia el señorío de Vizcaya, pero no pudo impedir que Tello huyese a Francia desde Bermeo el 7 de junio, ni pudo tampoco atraparlo en el mar, aunque lo intentó. Pedro I aprovechó, empero, para incorporar a los territorios de realengo el señorío vizcaíno, que a partir de entonces dependió del rey de Castilla. La huida de Tello y el reconocimiento del señorío como territorio real hicieron que el infante Juan perdiese toda utilidad para el monarca, que lo hizo matar a mazazos el 12 de junio. Al mismo tiempo se apresuró a despachar a Hinestrosa a Roa para que llevase a la viuda del asesinado y a reina Leonor de Aragón de allí al castillo de Castrojeriz. Este apresamiento remataba la eliminación de los posibles rivales en Vizcaya. Las correrías que Enrique de Trastámara y el infante Fernando llevaron a cabo en venganza por la muerte de sus hermanos tuvieron escasas consecuencias.
Pedro I marchó luego a Sevilla a concluir los dilatados preparativos de la campaña naval que esperaba abordar contra Aragón, con doce galeras castellanas y seis genovesas. La flota se apoderó de la villa de Guardamar, pero antes de que pudiese hacerse con su castillo fue destruida por una tempestad, que solamente respetó dos de las naves. El rey optó por quemar la villa y retirarse a Murcia, donde estaba a finales de agosto. Reforzó las defensas murcianas y pasó seguidamente a Soria, donde trató de recuperar algunas plazas en manos aragonesas y luego de adueñarse de algunas la comarca de Calatayud. Trató luego en vano de recobrar Monteagudo, pero tuvo que retirarse enfermo a Almazán tras encarnizados combates; los aragoneses aprovecharon la retirada castellana para evacuar la plaza, no creyendo poder defenderla más.
El rey de Castilla, previa declaración de guerra, rompió las hostilidades, que hasta principios de 1357 se limitaron a escaramuzas. Antes se había embarcado en Sevilla y perseguido con algunas galeras a Perellós hasta Tavira, pero no pudo darle alcance. En la lucha entre los dos reinos cristianos, Enrique, con otros castellanos favoreció a Pedro IV, y el infante Fernando, hermano del rey de Aragón, ayudó a Pedro I. Entre los dos monarcas mediaron cartas de desafío, el cual no llegó a verificarse por exigir el aragonés que Pedro I acudiera al campo de Nules, mientras el castellano lo emplazaba ante los muros de Valencia, ciudad que tenía sitiada Pedro I y a cuyo socorro parecía natural que acudiese el soberano de Aragón.
En 1357, Pedro entró en tierras de Aragón y se apoderó del Castillo de Bijuesca y de Tarazona el 9 de marzo. Por las instancias de un cardenal legado, el 8 de mayo se firmó entre ambos reyes una tregua de un año. Pedro I regresó a Sevilla; una vez más desoyó los consejos del papa, que en un breve le recomendaba el respeto a su esposa legítima; preparó las fuerzas que debían continuar la lucha contra Aragón; para proporcionarse recursos profanó los sepulcros de Alfonso X el Sabio y de la reina Beatriz de Suabia, despojándolos de las joyas de sus coronas; tuvo amores con Aldonza Coronel y en vano trató de seducir a una hermana de esta llamada María, viuda del ejecutado Juan de la Cerda.
Según una leyenda muy popular en Sevilla, donde tiene una céntrica calle dedicada, María Coronel se retiró al convento sevillano de Santa Clara para huir de las apetencias del rey. En cierta ocasión, viéndose asediada por este hizo uso de su «valerosa pudicia, y viendo no poderse evadir de ser llevada al Rey, abrasó con aceite hirviendo mucha parte de su cuerpo, para que las llagas la hiciesen horrible, y la acreditasen leprosa, con que escapó su castidad a costa de prolijo y penoso martirio, que le dio que padecer todo el resto de su vida». Después de esto, María Coronel fundó el convento de Santa Inés en Sevilla y se convirtió en su primera abadesa. Su tumba se encuentra en medio del coro de dicho convento y su cuerpo incorrupto puede contemplarse en una urna de cristal todos los días 2 de diciembre, fecha del aniversario de su muerte. Se afirma incluso que aún se pueden apreciar en su cuerpo los restos de su acción.
En 1358 quitó la vida a su hermano Fadrique y poco después al infante don Juan de Aragón y Castilla, hijo de Alfonso IV de Aragón. Prendió a la madre de este último, doña Leonor, a la esposa del mismo, Isabel de Lara, y confiscó los bienes de una y otra. En Burgos recibió las cabezas de seis caballeros a los que había condenado a muerte antes de salir de Sevilla.
En 1358 supo que su hermano había penetrado en la provincia de Soria en son de guerra y que el infante Fernando, marqués de Tortosa, había invadido el reino de Murcia e intentaba apoderarse de Cartagena. Resistió a todos sus enemigos; se presentó con dieciocho velas en las costas de Valencia y aunque una tempestad le quitó dieciséis, le bastaron ocho meses para construir doce nuevas, reparar quince y llenar de armas y municiones de todas clases los almacenes, a la vez que obtenía diez galeras del rey de Portugal y tres del emir de Granada. Renovadas por un legado de papa Inocencio VI las negociaciones para la paz entre Castilla y Aragón en 1359, no pudo llegarse a un acuerdo.
El rey dejó bien protegida la frontera soriana con unos tres mil cuatrocientos hombres de a caballo y volvió a Sevilla a mediados de abril de 1359 para concluir los preparativos de la gran ofensiva naval contra Aragón. El fracaso de las negociaciones lo disgustó intensamente y ordenó otra serie de asesinatos de sus adversarios y de sus familiares. Hizo matar a su tía Leonor, la madre de los infantes aragoneses, a la que tenía en el castillo de Castrojeriz. Ordenó que se trasladase de esta a Jerez de la Frontera a Isabel de Lara, viuda del infante aragonés don Juan y a su esposa Blanca, a la que se trajo desde su prisión de Sigüenza. La primera murió poco después, presumiblemente por orden real. Pero también hizo llevar a Sevilla y luego dar muerte a la esposa de Tello. Se cree por las mismas fechas fueron asesinados también dos de sus medio hermanos bastardos hijos de Leonor de Guzmán, Juan y Pedro, de catorce y doce años respectivamente, que estaban presos en Carmona.
De Sevilla partió a mediados de abril una escuadra que, tras unírsele las naves aportadas por Granada y Portugal, contaba con cuarenta una galeras, ochenta naos, tres galeones y cuatro leños. La flota avanzó lentamente hacia Barcelona; obligó a retirarse al infante Fernando, que corría tierras de Murcia y tomó Guardamar antes de detenerse junto a Tortosa, adonde llegaron por fin los navíos portugueses que debían participar en la campaña. El cardenal legado trató en vano de detener la ofensiva. La flota castellana llegó ante Barcelona, protegida por diez galeras bien armadas y recias defensas en las playas, el 9 de junio. Dos días de reñidos combates concluyeron con la retirada de la gran flota castellana, que volvió a la desembocadura del Ebro y luego puso rumbo a Ibiza, cuyo castillo Pedro cercó infructuosamente; la noticia de que el aragonés se acercaba con cuarenta galeras lo hizo desistir de la nueva conquista, buscar refugio primero en Calpe y luego en Alicante y Cartagena. Tres meses de estéril campaña concluyeron con la dispersión de la flota y la marcha del rey a Tordesillas a pasar dos semanas con María de Padilla, que poco después dio a luz a otro hijo del soberano, Alfonso.
Los escasos triunfos aragoneses y las rencillas entre los exiliados castellanos hicieron que Enrique de Trastámara, a la sazón capitán de las tropas aragonesas, decidiese emprender una ofensiva para afianzar su posición frente a los rivales y mejorar su prestigio. Penetró por tierras de Ágreda, arrasó Ólvega y batió a los castellanos cerca del Moncayo en la batalla de Araviana del 22 de septiembre. La principal consecuencia fue la muerte en la lid del valido real, Juan Fernández de Hinestrosa, que desbarató la administración real y al que Pedro I no pudo sustituir eficazmente. El rey se hallaba en Sevilla, preparándose para volver a Tordesillas a conocer a su primer hijo varón, cuando recibió la noticia. La batalla agudizó además el círculo vicioso que formaban la desconfianza real y su fama de crueldad por un lado y las deserciones de la nobleza que temía represalias por el otro, elementos que se reforzaban mutuamente: los intentos del soberano por conocer si había habido culpa en la derrota hizo que algunos de los que temían la cólera real se pasasen a los aragoneses, lo que a su vez agudizó la suspicacia del rey. Uno de los que se pasó a las aragoneses fue el capitán que aseguraba Tarazona, hombre de confianza del difunto Hinestrosa que ya había rechazado antes pasarse a los aragoneses, pero que esta vez se dejó comprar y entregó la ciudad a Pedro IV, que entró en ella el 26 de febrero de 1360.
El rey castellano pasó por tierras de León a principios de 1360 antes de encaminarse a la frontera aragonesa, donde se esperaba una nueva invasión. Buscaba ajustar cuentas con dos nobles que tras la derrota del año anterior se habían ausentado de la frontera con la excusa de ir a buscar refuerzos sin haber vuelto a ella. Uno, Pedro Núñez de Guzmán se refugió en su castillo de Aviados, pero el otro, Pedro Álvarez de Osorio, confió en el rey, que primero lo agasajó para luego hacerlo matar al poco en Villanubla. La misma suerte corrieron otros nobles en Valladolid y Burgos (hizo asesinar a Pedro Álvarez de Osorio, a dos jóvenes hijos de Fernán Sánchez de Valladolid y al arcediano de Salamanca, Diego Arias Maldonado), a donde el rey marchó tras la visita a tierra leonesas y donde se encontraba ya a finales de marzo.
En 1360, viendo Enrique aumentado su partido, no dudó del buen éxito de una invasión en Castilla. Cercó Haro, llegó a Pancorbo y mandó avanzadillas hasta Briviesca, avanzando sin unos objetivos claros. Al poco tiempo se apoderó de Nájera, donde hizo una matanza de judíos. Pedro I comenzó a acuciar a los invasores: pasó de Burgos a Briviesca y de ahí a Miranda de Ebro y a Santo Domingo de la Calzada, camino de Nájera, hacia donde se replegaban los aragoneses. Con un ejército que por lo menos contaba con diez mil infantes y cinco mil jinetes marchó en busca de su hermano, a quien halló cerca de Nájera con mil quinientos peones y ochocientos caballeros. Los aragoneses se apoyaron en la villa para disputar la dura batalla, en la que llevaron la peor parte. Sin embargo, Pedro I desperdició la ventaja obtenida, no se atrevió a asaltar Nájera y, tras mantener el cerco hasta el 26 de abril, se retiró por fin primero a Santo Domingo de la Calzada y luego Logroño, no sin antes haber castigado a los habitantes de Miranda de Ebro por haber apoyado al conde de Trastámara. Los aragoneses aprovecharon la retirada castellana para replegarse por Navarra, abandonando todas las conquistas que habían hecho en la campaña.
Igualmente por orden de Pedro I perecieron en aquellos días Gutierre Fernández de Toledo, Gómez Carrillo (hermano de Garcilaso Carrillo) y Samuel Leví (en noviembre o diciembre), siendo además desterrado a Portugal el arzobispo de Toledo Vasco Fernández de Toledo, hermano de Gutierre Fernández, ambos hijos de Fernán Gómez de Toledo, canciller y notario mayor de Toledo, y Teresa Vázquez de Acuña, que había sido la nodriza del rey Pedro. El tesorero real, hombre hasta entonces de toda confianza del rey, y su familia se habían enriquecido enormemente a costa de las rentas reales, por lo que el rey se incautó de sus bienes. Gutierre, el hermano del arzobispo desterrado, había sido ajusticiado en septiembre, por infundadas sospechas de connivencia con el enemigo. Para entonces habían desaparecido casi todos los principales colaboradores del soberano de comienzos del reinado.
Pedro I reanudó las hostilidades con Aragón a principios de 1361. Llegó a Almazán en febrero y, tras esperar la llegada de más contingentes, emprendió la ofensiva en marzo, siguiendo el curso del Jalón y haciéndose con Berdejo, Torrijo, Alhama y Ariza. Los aragoneses parecían dispuestos a dar batalla cerca de esta cuando se retiraron en 7 de mayo; Pedro I hizo lo propio y marchó a Deza, pese a contar con seis mil caballeros y copiosa infantería, a la que se sumaron por entonces seiscientos caballeros portugueses. Sin embargo, la alianza de Aragón con Granada suponía el surgimiento de una amenaza en el sur, por lo que la mediación del cardenal legado dio fruto: las dos partes aceptaron firmar la paz a mediados de mayo. La firma de la Paz de Terrer permitió a Pedro I preparar la guerra contra Granada.
Antes de emprender las hostilidades ordenó dar muerte a su esposa Blanca, por entonces prisionera en Medina Sidonia. Luego murió en Sevilla, en julio, María de Padilla, último freno a los arrebatos homicidas del soberano. La muerte de las dos mujeres privó al papado de una importante justificación para su intromisión en los asuntos del reino.

## Guerra con el reino de Granada (1361-1362)
Renovando las hostilidades contra Aragón, en 1361 Pedro I ganó las fortalezas de Berdejo, Torrijo, Alhama y otras; pero temiendo un ataque de los granadinos, accedió a las súplicas del cardenal de Bolonia y ajustó la paz con Pedro IV de Aragón el 18 de mayo, obligándose ambos reyes a restituirse los castillos y lugares conquistados. En aquel año fallecieron Blanca de Borbón, según algunos envenenada por su esposo, y María de Padilla, madre de tres hijas y un hijo (Alonso, muerto en 1362), la primera con 22 y la segunda con 27 años de edad.
Mohamed V, el rey destronado, que se hallaba refugiado en Ronda, plaza del señor benimerín de Tremecén, hizo un pacto con el rey castellano para que lo ayudase a recobrar el trono, en condiciones muy favorables a Pedro I. Los castellanos atacaron Antequera, infructuosamente, y llegaron con un gran ejército al mando de los maestres de las tres órdenes militares castellanas hasta la misma Granada, pero sin conseguir nada. La campaña castellana carecía de un objetivo claro. En represalia, los musulmanes granadinos invadieron el reino de Castilla con seiscientos caballeros y dos mil peones, e incendiaron el municipio jienense de Peal de Becerro, del que obtuvieron copioso botín. Cuando Enrique Enríquez el Mozo, Diego García de Padilla, maestre de la Orden de Calatrava, y Men Rodríguez de Biedma, caudillo mayor del obispado de Jaén, que se encontraban en la ciudad de Úbeda, tuvieron conocimiento de ello, salieron de dicha ciudad junto con los caballeros de su concejo y los de otras localidades, y se dirigieron a ocupar los pasos del río Guadiana Menor. Interceptaron al enemigo que volvía con los despojos en la batalla de Linuesa, librada el día 21 de diciembre de 1361, y a los pocos granadinos que sobrevivieron. Posteriormente, el rey Pedro I se apoderó de los musulmanes que habían sido capturados y se comprometió a pagar por cada uno de ellos trescientos maravedíes a sus captores. No obstante, el monarca no pagó la cantidad estipulada por los cautivos, ocasionando con ello el enojo de los caballeros que habían tomado parte en la campaña, quienes comenzaron a recelar del soberano castellano.
El día 15 de enero de 1362 las tropas musulmanas derrotaron a las tropas del reino de Castilla y León en la batalla de Guadix, a causa de la mala estrategia del mando y a la dispersión de las huestes, entregadas al pillaje. Al mando de las tropas castellanas se encontraban los caballeros Diego García de Padilla, maestre de la Orden de Calatrava, Enrique Enríquez el Mozo, adelantado mayor de la frontera de Andalucía, y Men Rodríguez de Biedma, caudillo mayor del obispado de Jaén. En dicha batalla, que supuso un desastre para las tropas del reino de Castilla y León, el maestre de la Orden de Calatrava, Diego García de Padilla, fue capturado por los musulmanes, aunque a los pocos días fue liberado por orden del rey Muhammed VI de Granada. Este liberó a los principales cautivos con la vana esperanza de congraciarse con Pedro I. Este reaccionó al descalabro de Guadix apoderándose en febrero de las plazas de Iznájar, Sagra, Cesna y Benamejí. Seguidamente tomó unas cuantas plazas más en la zona occidental del reino nazarí, antes de regresar a Sevilla. Poco después, Muhammed VI de Granada, acompañado por trescientos jinetes y doscientos peones, se dirigió al municipio cordobés de Baena, y desde allí, acompañado por Gutier Gómez de Toledo, prior de la Orden de San Juan, fue a Sevilla para solicitar a Pedro I el cese de las hostilidades entre el reino de Granada y el reino de Castilla y León, ante el temor de que la continuación de la contienda arruinase al reino. De nada sirvió el gesto: Pedro I lo hizo apresar junto con cincuenta caballeros de su séquito durante un banquete y a los pocos días le dio muerte personalmente de una lanzazo en el barrio sevillano de Tablada. El asesinato de Muhammed VI permitió que su rival recuperase el trono, pusiese fin a la guerra, y adoptase una política de colaboración con Castilla.
Pedro I reunió Cortes generales en la ciudad de Sevilla en abril o mayo de 1362, en las que reconocieron como herederos de la corona a los hijos del rey y de María de Padilla, declarada mujer legítima del soberano, lo que invalidó los posteriores matrimonios con Blanca y Juana. Los representantes juraron a Alfonso como heredero del trono y se trajo el cadáver de María de Padilla de Astudillo a Sevilla, para enterrarla como reina.

## Nueva guerra con Aragón
Carlos II de Navarra había vuelto a su reino en noviembre de 1361, lo que Pedro I aprovechó para firmar con él una liga merced a la cual pretendía emplear a los navarros contra Aragón en la nueva guerra que proyectaba, que se rubricó en Estella el 22 de mayo de 1362. Carlos pensó que la paz con Aragón era firme, y que la alianza con Castilla le permitiría obtener la ayuda de esta para sus pretensiones francesas. Portugal y el conde de Foix también se sumaron a la alianza. Pedro I firmó otra con Eduardo III de Inglaterra el 22 de junio, que incluía la ayuda inglesa al rey castellano, siempre que este sufragase los gastos. En junio celebró en Soria una entrevista con el rey Carlos II de Navarra, en la que el castellano anunció al navarro su intención de retomar las hostilidades con Aragón, para sorpresa de Carlos II, que no se hallaba preparado para la guerra.
Preparado de esta manera, invadió el territorio aragonés sin previa declaración de guerra a comienzos de junio, cuando Pedro IV se hallaba en Perpiñán sin tropas, y en pocos días ganó los castillos de Ariza, Ateca, Terrer, Moros, Cetina y Alhama. Llegó ante las puertas de Calatayud el 11 de junio y emprendió su asedio, al tiempo que se apoderaba de otras plazas menores (Berdejo, Torrijo, Maluenda, Munébrega, Épila, Ricla, Torralba, Paracullos, Belmonte, Virrarroya, Cervera, Aranda, etc.). Otros contingentes menores avanzaron hacia Daroca y Ejea para evitar la concentración de los aragoneses en Calatayud. Los choques en torno a Calatayud fueron muy duros. Carlos II se sumó a la campaña a principios de julio: avanzó desde Sangüesa y se apoderó de Salvatierra, Ruesta y Escó, mal defendidas. Calatayud se rindió finalmente el 29 de agosto, ante la falta de socorros. Sin llevar más adelante las conquistas, afianzó lo tomado y volvió a Sevilla. Allí murió el 18 de octubre su hijo Alfonso, el heredero del trono, lo que desbarató lo dispuesto en las cortes sevillanas. El rey hizo testamento un mes después, preocupado por la sucesión; nombró heredera a su hija Beatriz, que debía desposar al heredero del trono portugués, Fernando. En caso de morir Beatriz, pasaría a ser heredera la siguiente de las hermanas, siempre que no se casase con el infante Fernando o con alguno de sus tíos los bastardos. Entre otras disposiciones estuvo la transformación del palacio real de Tordesillas en monasterio de monjas clarisas y concesiones al santuario de Guadalupe, muy favorecido por el rey.
Emprendió la campaña de 1363 a principios de año, sin que hubiese concluido el invierno. Antes de comenzar la ofensiva, hizo jurar en Bubierca a los caballeros presentes y a los representantes de las ciudades el reconocimiento como heredera de Beatriz y, en caso de que llegase a faltar, a sus hermanas. El avance hacia Zaragoza prosiguió a partir de marzo: Pedro I hizo suyos los lugares de Fuentes, Arándiga y Chodes. Se situó luego entre Tarazona y Zaragoza, cerca de Magallón y Borja, plazas estas dos que tomó el mismo mes de marzo. Luego cayó Tarazona, tras la llegada de trescientos caballeros portugueses, otro contingente navarro y seiscientos jinetes granadinos, que acudieron a participar en la campaña. El rey castellano se apostó en Calatayud en abril, para aprestarse para el siguiente golpe, mientras el enemigo protegía Daroca y Teruel arrasando pueblos y obligando a la población a refugiarse en las fortalezas. Aragón se hallaba al borde de la ruina y el erario, exhausto. La desesperada situación hizo que Pedro IV firmase con Enrique de Trastámara el Tratado de Monzón del 31 de marzo, secreto, por el que el monarca aragonés se comprometió a ayudarlo a hacerse con el trono castellano a cambio de importantes cesiones territoriales. La crisis no logró, sin embargo, que aumentase la solidaridad entre los reinos de Pedro IV, que actuaron según les afectaba la arremetida castellana. Mientras, en abril los castellanos se adueñaron de Bardallur, Épila, Rueda y Cariñena (16 de abril) y cortaron las comunicaciones entre Zaragoza y Daroca y Teruel. Pedro I evitó asediar Zaragoza, plaza demasiado fuerte, y se limitó a aislarla mientras se dirigía contra Teruel, de la que se apoderó el 3 de mayo. Dejando de lado Daroca, Albarracín y Montalbán, se encaminó hacia el mar Mediterráneo, apoderándose de camino de Alhambra, Villel, Castielfabib, Adamuz, Jérica y Segorbe. Alcanzó su objetivo, Murviedro, a principios de mayo; la plaza era casi inexpugnable tras las reformas de las que había sido objeto en 1348 y era un punto clave de las comunicaciones enemigas, que quedaron maltrechas. Aragón había quedado partido en dos, pero esto no bastó para poner fin a la cabalgada de Pedro I, que a continuación se encaminó a Valencia, bien defendida por el conde de Denia. De camino se apoderó de varias plazas: Almenara, Buñol, Chiva, Macastre, Benaguacil, Liria, Alpuche, entre otras. Se plantó ante Valencia el 21 de mayo y pasó dos semanas talando sus cercanías; cuando le llegó noticia de que se acercaba Pedro IV con un ejército de socorro, abandonó el asedio y se encerró en Murviedro, quizá porque para entonces el ejército había menguado notablemente por la necesidad de dejar guarniciones en las plazas conquistadas, por la falta de información sobre el ejército que se aproximaba y lo arriesgado de la posición, muy alejada de la frontera castellana.
Pedro I se negó a dar batalla en campo abierto, y los aragoneses no asaltaron la fortaleza, por lo que finalmente los dos bandos se avinieron a negociar. Se alcanzó una tregua el 2 de julio, esencialmente favorable a Pedro I, pero este decidió no cumplir lo pactado, con lo que perdió una oportunidad de afianzar su hegemonía en la península ibérica. No están claros los motivos del rey, pero pudieron ser la existencia de cláusulas secretas por las que Pedro IV se comprometía a matar al infante Fernando y a Enrique de Trastámara a cambio de la evacuación castellana de las plazas conquistadas, que no se cumplieron. En septiembre, cuando la nueva amante del rey, Isabel de Sandoval, le dio un nuevo hijo, Sancho de Castilla, las negociaciones para transformar la tregua de julio en paz definitiva habían fracasado.
Por entonces también sucedieron dos sucesos relevantes para Castilla: la alianza secreta entre Carlos II de Navarra y Pedro IV para, entre otras cosas, repartirse el reino castellano, y la muerte del infante Fernando cuando se aprestaba a abandonar Aragón y marchar a Francia en contra de la opinión de Pedro IV, que hizo que la jefatura de los exiliados castellanos pasase definitivamente a Enrique de Trastámara. Este recibió el apoyo explícito de los soberanos aragonés y navarro en octubre de 1363.
Pedro I reaccionó atacando Aragón desde Murcia a finales de año. Conquistó Alicante, Elche y Crevillente antes de que concluyese diciembre. Se apoderó a comienzos de enero Jijona, Oliva, La Muela, Callosa, Monforte, Gallinera, Rebolledo, Aspe, Elda, Denia y Gandía y siguió camino luego de Murviedro. Desde allí hizo alguna correría por el delta del Ebro antes de volver a cercar Valencia, situándose entre el mar y la ciudad para impedir que fuese abastecida. Sin embargo, se retiró para refugiarse en Murviedro cuando llegó el ejército de socorro de Pedro IV, que pudo llevar víveres a Valencia sin problema a finales de abril. Pedro primero retomó la iniciativa al llegar por fin la flota castellana, acompañada de naves portuguesas; cercó a la escuadra aragonesa en Cullera, adonde se había retirado ante la llegada de la enemiga, pero una gran tormenta frustró el ataque e hizo que los castellanos se retirasen nuevamente a Murviedro. El fracaso ante Cullera puso fin efectivo a la campaña; el rey permaneció en Murviedro hasta el 17 de junio y luego volvió a Sevilla, tras ordenar la defensa de las conquistas. Pedro IV aprovechó su marcha para recobrar algunas plazas (Jijona, Ayora, Almenara, Castelfabib y Liria, además de Alicante), si bien no pudo hacerse con Murviedro, que asedió durante una semana en julio. El rey castellano retomó las operaciones militares a finales de agosto. Marchó a Calatayud, donde confirmó el tratado de alianza con Inglaterra que se había firmado en 1362 y empezó a negociar con Carlos II de Navarra, interesado en cambiar de bando una vez más para granjearse la ayuda castellana e inglesa contra Francia, tratos que llevaron a la firma de una liga el 18 de octubre de 1364, cuando Pedro I se hallaba asediando Castielfabib.
Pedro IV emprendió el asedio de Murviedro en 1365 y recuperó algunas plazas cercanas (Segorbe, Arta, Serra y Torretorres); el rey castellano se negó a socorrer la plaza librando una batalla campal contra el aragonés, e intentó que abandonase el sitio cercando a la vez Orihuela, que tomó asesinando a traición al alcaide de la fortaleza a principios de junio. A continuación, volvió a Sevilla, sin socorrer a los asediados en Murviedro, que acabaron capitulando el 14 de septiembre. Buena parte de los que se rindieron se pasaron a las filas de Enrique de Trastámara, temerosos de la reacción de Pedro I ante la capitulación.

## Invasión mercenaria, derrota y muerte

### Retorno de Enrique

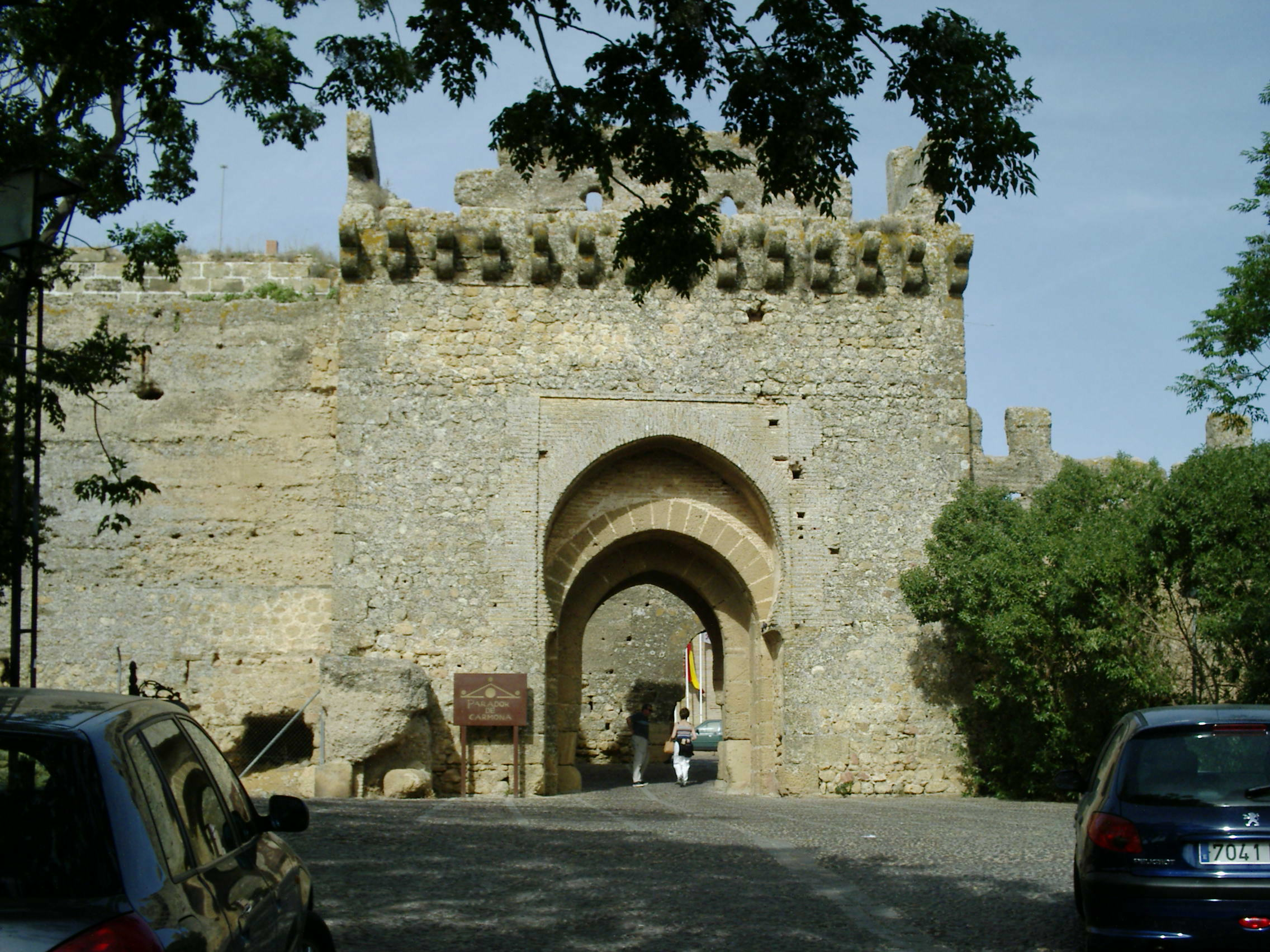
El Alcázar de Arriba de Carmona fue reformado por Pedro I que lo transformó en una de sus residencias favoritas

Enrique, luego Enrique II, hermano bastardo de Pedro, contrató en Francia un ejército de mercenarios, las llamadas «Compañías blancas» por el color de sus banderas; contando además con el auxilio de Aragón, pasó con sus tropas desde este reino a Castilla en marzo de 1366. Las compañías mercenarias las pagaron a partes iguales el rey de Francia, el papado y Pedro IV de Aragón. Para los dos primeros el reclutamiento cumplía dos propósitos: apoyar de forma eficaz a Enrique de Trastámara, que obtuvo un ejército veterano pagado por sus aliados, y deshacerse de los temibles mercenarios, cuyos desmanes perjudicaban al Languedoc. Oficialmente, la marcha de los mercenarios a la península ibérica se presentó como una cruzada contra Granada, que apoyaba a Pedro I de Castilla. Se reunieron entre diez y doce mil en Montpellier, que pasaron por el Rosellón hacia la Navidad para seguir luego aguas arriba del Ebro, sin que se pudiesen evitar atrocidades como la quema de la torre de la catedral de Barbastro con doscientos vecinos dentro.
Carlos II de Navarra, aterrorizado por la cercanía de los temibles mercenarios, decidió cambiar nuevamente de bando. Los mercenarios efectivamente pasaron junto a Tudela, evitando las defensas castellanas de la frontera aragonesa, y, tras dejar Alfaro de lado, se encaminaron directamente hacia Calahorra. La localidad estaba bien defendida y la población dispuesta a ello, pero los responsables de la plaza decidieron rendirse. Allí fue proclamado por los suyos rey de Castilla Enrique de Trastámara, en una tienda, el 16 de marzo de 1366. Logroño se negó a abrirle las puertas y el ejército Trastámara siguió hacia Navarrete y Briviesca, última protección de Burgos. Pedro I recibió estas noticias en Burgos y apresuradamente marchó a Toledo, donde convocó a las tropas desplegadas en la frontera. La huida de Burgos supuso un grave perjuicio para la causa de Pedro I, pues la población había estado dispuesta a defenderse.
Apenas pasó unos días en Toledo a comienzos de abril antes de replegarse nuevamente, a Sevilla. Los castellanos abandonaron sin más los territorios conquistados en Aragón. Enrique siguió los pasos de Pedro I: tras hacerse coronar en Burgos, llegó a Toledo el 11 de mayo que, dividida entre partidarios de uno y de otro, finalmente se rindió sin combatir. Diversos concejos acudieron a la ciudad a ofrecer pleitesía al nuevo rey: Ávila, Segovia, Talavera, Madrid, Cuenca, entre otros. Pedro I, acobardado por la marcha de su contrincante, decidió no hacerle frente, abandonar Sevilla y buscar el auxilio de su tío el rey Pedro I de Portugal. Pretendía llevarse consigo el tesoro, pero el almirante castellano lo traicionó y se lo entregó al enemigo. Entonces el rey portugués le negó el asilo y le comunicó que su hijo Fernando no se casaría con Beatriz, la hija del soberano castellano. Este trató de refugiarse en Alburquerque, que le cerró las puertas y cada vez más solo, solicitó luego que al menos su tío le permitiese pasar a Galicia, uno de los escasos territorios que aún le eran fieles. Logró la aquiescencia del portugués con cierta dificultad, pero pudo finalmente llegar a Galicia, donde reforzó los poderes de Fernán Ruiz de Castro e hizo matar -según la versión final de la crónica de Ayala, pero no la primera- al arzobispo de Santiago de Compostela, de cuya lealtad habría dudado y cuyas fortalezas pasaron a Ruiz de Castro.

Por los muchos servicios y bondades que los de donde vos venís hicieron a los reyes de donde yo vengo, y vos hicisteis y hacéis cada día por mí, señaladamente en esta entrada que el traidor del conde don Enrique hizo en los mis reinos, con muy grandes compañías de franceses e ingleses y alemanes, y bretones y loynosines y gascones, y de otras muchas naciones para desheredarme, llamándose rey de los mis reinos, y haciendo mucho mal y daño en la mi tierra, destruyéndola hasta que los más de ella se hubieron de alzar con él contra mí, vos, como bueno y leal que sois, vinisteis vos para Galicia por mi mandado y hablasteis con todos los prelados, y caballeros y escuderos, y con todos los de las villas y lugares de Galicia, en manera que todos ellos tuvieron y tienen mi voz para mío servicio, por lo cual soy tenido de haceros muchas y altas mercedes para que vos seáis el mayor hombre que nunca hubo en vuestro linaje.

Pedro I embarcó luego en La Coruña rumbo a Gascuña; hizo escala en San Sebastián y el 1 de agosto llegó por fin a Bayona.

### Alianza con el Príncipe Negro

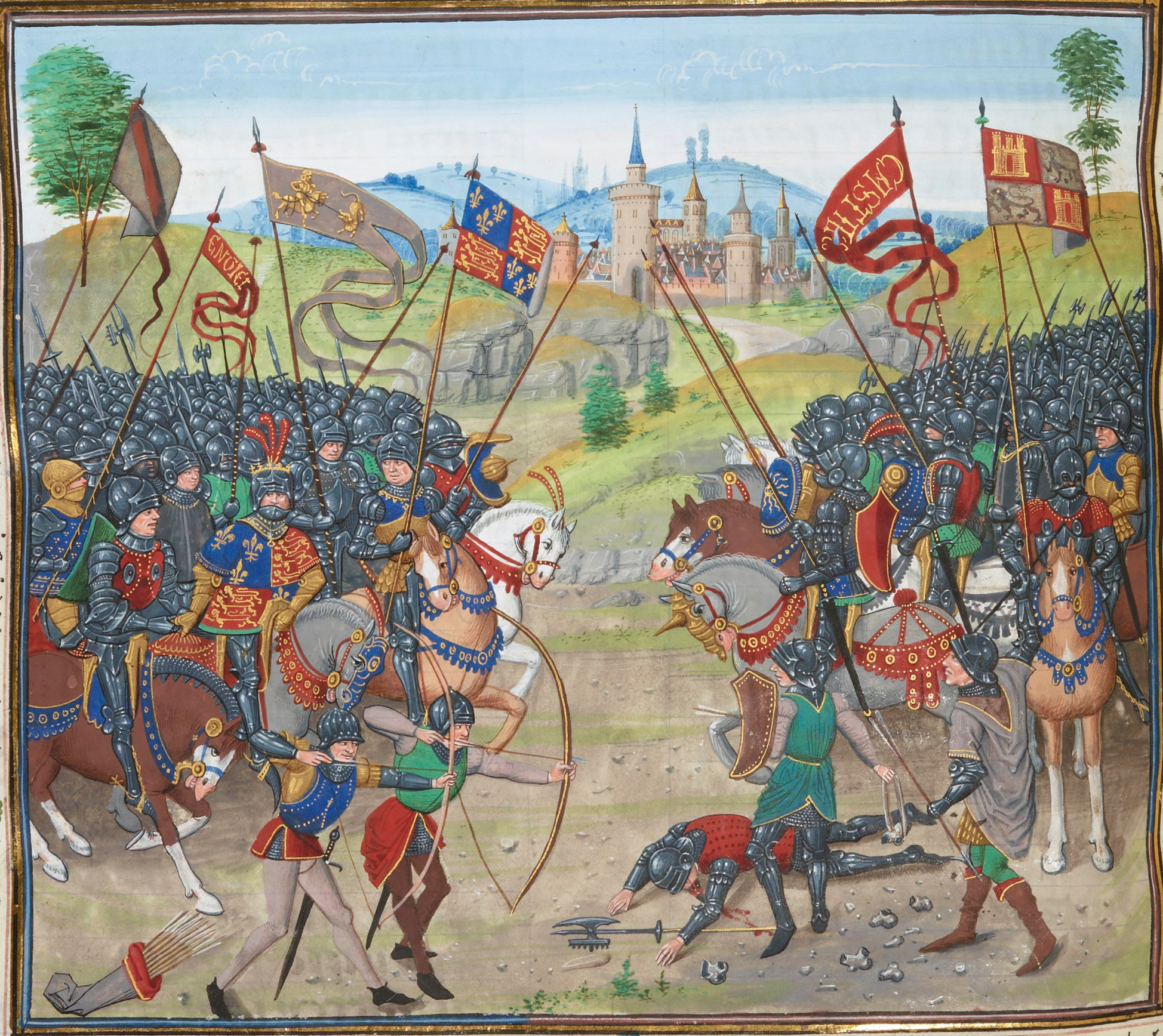
Manuscrito del en el cual se ilustra la batalla de Nájera.

En Bayona el rey Pedro obtuvo el auxilio del Príncipe Negro, comprometiéndose a pagar los gastos de la campaña. Por las cláusulas secretas del Pacto de Libourne, Guipúzcoa, Álava y parte de La Rioja serían para Navarra y el señorío de Vizcaya y la villa de Castro-Urdiales para Inglaterra. Las condiciones pactadas suponían un grave quebranto territorial y monetario para Castilla, pero eran en la práctica imposibles de cumplir.
Carlos II volvió a tratar de pactar a la vez con los distintos bandos, prometiendo por un lado colaborar con los ingleses en su campaña contra Enrique de Trastámara y por otro impedirlo. Enrique, confiado en las promesas del soberano navarro, despidió a Beltrán Duguesclín y los mercenarios franceses el 12 de enero de 1367, creyendo que ya no le hacían falta. Sin embargo, el Príncipe Negro ordenó a los mercenarios ingleses, que también abandonaban Castilla y estaban cerca de Calahorra, que atacasen a los navarros al enterarse de los tratos de Carlos II con el de Trastámara. Los mercenarios se apoderaron de varias plazas en el valle del Arga y cortaron las comunicaciones entre Navarra y Castilla, lo que impelió al rey navarro a acudir a Gascuña a volver a congraciarse con los ingleses.
Sin que el navarro pusiera obstáculo, Pedro y su aliado con un ejército pasaron por Roncesvalles a finales de febrero. Enrique se apresuró a apostarse en Santo Domingo de la Calzada para proteger Burgos y a llamar de nuevo a los mercenarios franceses, que por entonces amenazaban Zaragoza para obtener de Pedro IV el cumplimiento que antes les había hecho. Estos se reunieron con Enrique en marzo. Pedro y los ingleses perdieron el efecto sorpresa al decidir cruzar el Ebro por Álava y Miranda de Ebro en mitad del invierno, en vez de tomar la ruta directa por Logroño. La ruta era más áspera y peor abastecida y sufrieron el hostigamiento del enemigo, que los venció en una escaramuza y les hizo deshacer lo andado y volver hacia Logroño. Enrique se apostó primero en Nájera, pero luego avanzó hasta Navarrete, perdiendo la ventaja que le daba defender el Najerilla.
El 3 de abril Pedro y los ingleses ganaron la batalla de Nájera, en la que cayó prisionero Beltrán Duguesclín, caballero francés que acompañaba a Enrique, y gran parte de principales partidarios del Trastámara; este huyó al ver perdida la batalla y hubo de refugiarse en Aragón. Pedro I solicitó que se le entregasen los cautivos castellanos, en contra de lo pactado en Gascuña, pero no se los entregaron, impidiéndole eliminar a estos peligrosos enemigos. En el mismo campo de batalla había matado al desarmado caballero Íñigo López de Orozco, acto que no favoreció su petición de entrega de los prisioneros. Los vencedores marcharon seguidamente a Burgos, donde Pedro I pasó gran parte de abril contemplando el desmoronamiento del bando enemigo. Allí hubo de hacer frente además a las reclamaciones de pago de lo prometido, en realidad imposible de satisfacer. Los castellanos se resistieron también a entregar los territorios que habían convenido ceder a sus aliados. Los ingleses hubieron de contentarse con un solemne juramento ante el altar mayor de la catedral de Burgos del soberano castellano, que se comprometió a pagar lo prometido y las deudas acumuladas. La promesa se plasmó en un documento del 6 de mayo de 1367 en el que Pedro prometió pagar la mitad de las deudas en menos de cuatro meses y la otra mitad antes del Domingo de Resurrección del año siguiente. Los ingleses abandonarían el reino tras el primer pago.
Seguidamente los ingleses marcharon a la comarca de Valladolid para abastecerse mejor, en parte mediante saqueos, dada la falta de paga. Pedro prosiguió la marcha al sur y a finales de mayo llegó a Toledo, sin dejar en todo momento de intentar allegar dinero, tanto para abonar al menos el primer pago a los ingleses y poder deshacerse de ellos como para poder financiar la administración real. En Toledo, Córdoba y Sevilla, creyéndose seguro en el trono que había recobrado, quitó la vida a los que juzgaba enemigos. A continuación se firmó una tregua con Aragón el 14 de agosto, al tiempo que el Príncipe Negro, que había perdido la esperanza de cobrar lo que le adeudaba Pedro I, pactó secretamente con el rey aragonés el reparto de Castilla en cuatro partes: dos de ellas serían para los firmantes y las otras dos para Portugal y Navarra, a las que se pretendía sumar al proyecto. Para entonces los ingleses habían quedado muy debilitados, y decidieron salir de la península ibérica en agosto.
Enrique de Trastámara preparaba ya su vuelta a Castilla, para lo que recibió el respaldo explícito de Francia. Pedro IV trató de impedir que lo hiciese por su territorio, para evitar nuevos conflictos tras la reciente firma de la tregua con Castilla, pero el ejército de Enrique evitó el bloqueo, pasó por Ribagorza y el 28 de septiembre alcanzó Calahorra, que le abrió las puertas. Castilla se dividió nuevamente en dos bandos: la mayoría de la nobleza, el alto clero y algunas ciudades apoyaban a Enrique, mientras que otras ciudades preferían a Pedro I. En principio este pretendió acudir al norte desde Sevilla para enfrentarse al enemigo con ayuda de Portugal y Granada, pero Córdoba se pasó al bando contrario. Los esfuerzos por fortificar Carmona y retomar Córdoba hicieron que se fuese retrasando la marcha hacia el norte. Pedro I tampoco pudo contar con la ayuda portuguesa: su tío y tocayo falleció el 18 de enero de 1368 y el nuevo rey decidió no mezclarse en la guerra castellana. Los ingleses tampoco acudieron en su ayuda, reclamándole que antes de nada abonase lo que les debía y ofreciendo incluso combatir en favor de Enrique si este abonaba las deudas.
Pese a la pasividad de Pedro, la marcha de Enrique fue lenta y las adhesiones de villas y ciudades, escasas. No obstante, a finales de 1367 dominaba ya gran parte de la meseta norte. El estancamiento del conflicto en el verano de 1368 suscitó la preocupación del rey francés, que deseaba contar con la flota castellana cuando se reanudasen los combates con Inglaterra el año siguiente. Por ello decidió apoyar con más decisión al bando del Trastámara, con el que firmó un tratado de alianza el 20 de noviembre y despachar a Duguesclín para que pusiese fin a la contienda y derrotase definitivamente a Pedro I.

### Muerte del rey

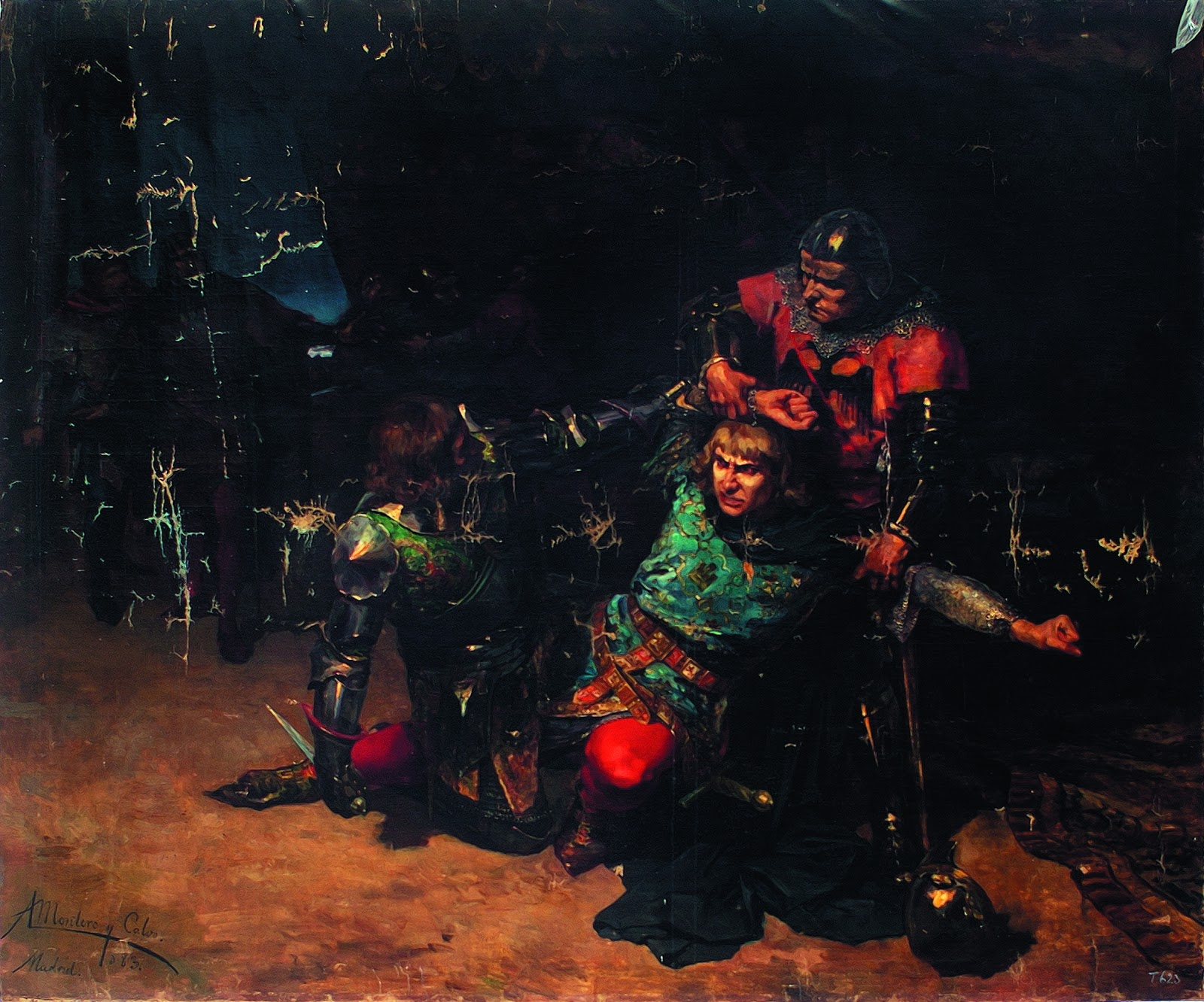
Momento en el cual Duguesclín sujeta a Pedro I para permitir que Enrique lo apuñalase, cuadro de Arturo Montero y Calvo.

Beltrán Duguesclín llevó a sus hombres por el valle de Arán pese a los esfuerzos por bloquearlo de Pedro IV y alcanzó el cerco de Toledo, que todavía resistía a Enrique, en febrero de 1369.
Pedro despachó un emisario a Londres para recabar ayuda, que no obtuvo. A comienzos de año debía ya acudir en socorro de Toledo para evitar que capitulase, por lo que por fin se puso en marcha hacia el norte, hacia Alcántara. Enrique, a quien acompañaban Beltrán Duguesclín y sus Compañías Blancas, sorprendió al ejército enemigo cerca del castillo de Montiel, llamado de la Estrella, donde lo venció el 14 de marzo.
Pedro se encerró en dicha fortaleza, mal preparada para resistir un asedio. Sitiado en ella por su hermano, entró en tratos, a través de su fiel caballero Men Rodríguez de Sanabria con Duguesclín para lograr la fuga a cambio de cederle varias plazas. El francés lo condujo la noche de 22 de marzo con engaños e intención a una tienda en la que se hallaron frente a frente Pedro y Enrique, armado. Este dio muerte a su hermano. Corrió el uno contra el otro y abrazados cayeron al suelo limitados a recurrir a dagas por falta de espacio para tirar de espadas, quedando encima Pedro; pero Duguesclín que no había intervenido hasta entonces, al ver que el rey estaba a punto de terminar con Enrique, pronunciando, según la leyenda, las célebres palabras «ni quito ni pongo rey, pero ayudo a mi señor», cogió del pie a Pedro I y lo hizo caer debajo, circunstancia que aprovechó su hermanastro Enrique para apuñalarlo repetidamente.

## Sepultura

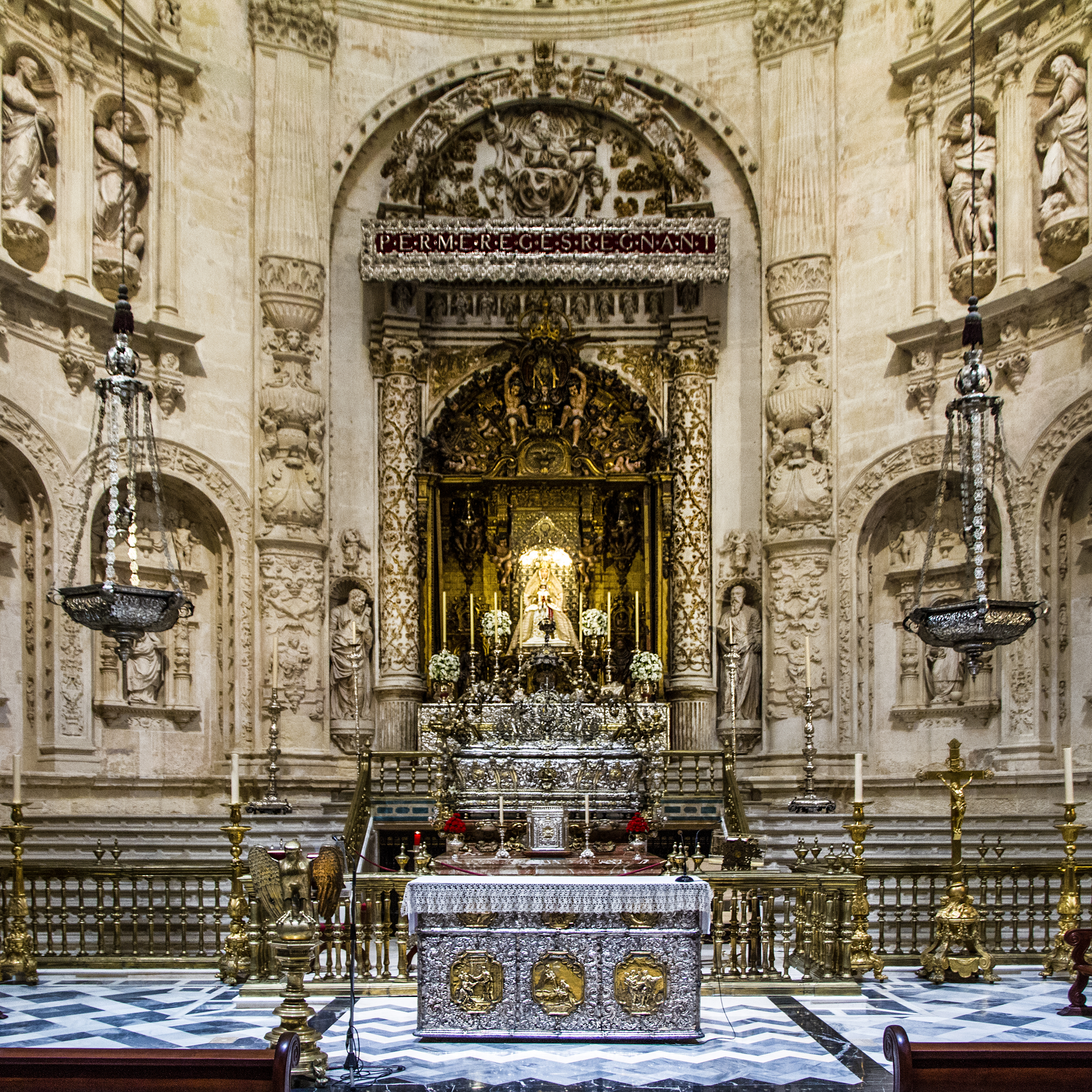
Capilla Real de la Catedral de Sevilla.

Una crónica manuscrita conservada en la Biblioteca Nacional de París afirma que Enrique II hizo pasear la cabeza de Pedro I clavada en el extremo de una lanza por diversas ciudades y castillos que aún defendían la causa del rey Pedro I.
El historiador Jerónimo Zurita afirma en sus Anales de Aragón que después de haber cortado la cabeza del rey «echáronla en la calle, y el cuerpo pusiéronlo entre dos tablas sobre las almenas del castillo de Montiel».
Los restos del rey Pedro I permanecieron varios años en el castillo de Montiel hasta que fueron trasladados, en fecha que se ignora, a la iglesia de Santiago de Puebla de Alcocer.[cita requerida] En dicho templo permanecieron los restos del monarca hasta que, en 1446, el rey Juan II de Castilla dispuso que se trasladaran al convento de Santo Domingo el Real de Madrid, donde fueron colocados en un sepulcro delante del altar mayor. Allí estuvieron durante más de cuatro siglos, hasta 1869, cuando el convento fue demolido.
Al ser demolido el convento de Santo Domingo el Real en 1869, los restos mortales de Pedro I fueron llevados al Museo Arqueológico Nacional, en la misma ciudad de Madrid. Unos años después, en 1877, fueron trasladados a la catedral de Sevilla, en cuya Capilla Real permanecen en la actualidad. Sus restos reposan junto a los de su hijo Juan, el único descendiente que tuvo Pedro I con la reina consorte Juana de Castro.
En el Museo Arqueológico Nacional se conserva la estatua orante de Pedro I de Castilla, único resto superviviente del desaparecido sepulcro del monarca.

## Biografía
El cronista Pedro López de Ayala describe a Pedro I de la siguiente manera:

Fue el Rey Don Pedro asaz grande de cuerpo, é blanco é rubio, é ceceaba un poco en la fabla. Era muy cazador de aves. Fue muy sofridor de trabajos. Era muy temprado é bien acostumbrado en el comer é beber. Dormía poco é amó mucho mugeres. Fue muy trabajador en guerra. Fue cobdicioso de allegar tesoros é joyas (...) E mató muchos en su Regno, por lo qual vino todo el daño que avedes oído.

Un estudio de sus restos a finales del siglo XX concluía que sufrió una parálisis cerebral infantil que lo dejó cojo de la pierna izquierda y posiblemente fue la causa de su temperamento irritable y agresivo, que se plasmó en los crímenes que ordenó durante su reinado, favorecidos por un ambiente de intrigas. No obstante, el cráneo que se conserva actualmente en Sevilla, con el cual se hizo dicho estudio, seguramente no es el auténtico (con base en los testimonios de Froissart o Pedro IV).

## Descendencia

### María de Padilla
De María de Padilla nacieron cuatro hijos:
- Beatriz de Castilla (1353-1369),[177] jurada para suceder en el trono; pero falleció el mismo año que su padre.
- Constanza de Castilla[47] (1354-1394), esposa de Juan de Gante, duque de Láncaster e hijo de Eduardo III de Inglaterra y madre de Catalina, mujer del futuro Enrique III de Castilla.
- Isabel de Castilla (Tordesillas,[178] 1355-1392), que dio su mano a Edmundo, duque de York e hijo de Eduardo III de Inglaterra.
- Alfonso de Castilla (Tordesillas,[178] 1359-1362).

### Juana de Castro
De su matrimonio con Juana de Castro, tuvo un hijo:
- Juan de Castilla (1355-1405). Contrajo matrimonio con Elvira de Eril y Falces.[177] Sus restos mortales reposan junto a los de su padre en la cripta de la Capilla Real de la Catedral de Sevilla.

### María de Hinestrosa
María González de Hinestrosa, hija de Juan Fernández de Hinestrosa y Sancha González de Villegas, prima hermana de María de Padilla, le dio un hijo:
- Fernando de Castilla (1361-1362),[177] a quien su padre hizo señor de Niebla, pero que debió de morir en la niñez.

### Isabel de Sandoval
Isabel de Sandoval, aya del niño Alfonso, le dio dos hijos:
- Sancho de Castilla (Almazán, septiembre de 1363-1371),[177] que falleció con ocho años de edad preso en el castillo de Toro.
- Diego de Castilla (c. 1365-c. 1440).[177]

### Teresa de Ayala
Teresa de Ayala, hija de Diego Gómez de Toledo e Inés de Ayala, y sobrina del canciller Pero López de Ayala, le dio una niña:
- María de Castilla (c. 1367-16 de septiembre de 1424),[177] religiosa y priora en el Monasterio de Santo Domingo el Real de Toledo, donde su madre también profesó y fue priora.

## Ancestros
| \| \| \| \| \| \| \| \| \| \| \| \| \| \| \| \| \| \| \| \| 16. Alfonso X de Castilla \| \| \| \| \| \| \| \| \| \| \| \| \| \| \| \| \| \| \| \| \| \| \| \| \| \| \| \| \| \| \| \| \| \| \| \| \| \| \| \| \| \| \| \| \| \| \| \| \| \| \| \| \| \| 8. Sancho IV de Castilla \| \| \| \| \| \| \| \| \| \| \| \| \| \| \| \| \| \| \| \| \| \| \| \| \| \| \| \| \| \| \| \| \| \| \| \| \| \| \| \| \| \| \| \| \| \| \| \| \| \| \| \| \| \| 17. Violante de Aragón \| \| \| \| \| \| \| \| \| \| \| \| \| \| \| \| \| \| \| \| \| \| \| \| \| \| \| \| \| \| \| \| \| \| \| \| \| \| \| \| \| \| \| \| \| \| \| \| \| \| \| \| \| \| 4. Fernando IV de Castilla \| \| \| \| \| \| \| \| \| \| \| \| \| \| \| \| \| \| \| \| \| \| \| \| \| \| \| \| \| \| \| \| \| \| \| \| \| \| \| \| \| \| \| \| \| \| \| \| \| \| \| \| \| \| 18. Alfonso de Molina \| \| \| \| \| \| \| \| \| \| \| \| \| \| \| \| \| \| \| \| \| \| \| \| \| \| \| \| \| \| \| \| \| \| \| \| \| \| \| \| \| \| \| \| \| \| \| \| \| \| \| \| \| \| 9. María de Molina \| \| \| \| \| \| \| \| \| \| \| \| \| \| \| \| \| \| \| \| \| \| \| \| \| \| \| \| \| \| \| \| \| \| \| \| \| \| \| \| \| \| \| \| \| \| \| \| \| \| \| \| \| \| 19. Mayor Alfonso de Meneses \| \| \| \| \| \| \| \| \| \| \| \| \| \| \| \| \| \| \| \| \| \| \| \| \| \| \| \| \| \| \| \| \| \| \| \| \| \| \| \| \| \| \| \| \| \| \| \| \| \| \| \| \| \| 2. Alfonso XI de Castilla \| \| \| \| \| \| \| \| \| \| \| \| \| \| \| \| \| \| \| \| \| \| \| \| \| \| \| \| \| \| \| \| \| \| \| \| \| \| \| \| \| \| \| \| \| \| \| \| \| \| \| \| \| \| 20. Alfonso III de Portugal \| \| \| \| \| \| \| \| \| \| \| \| \| \| \| \| \| \| \| \| \| \| \| \| \| \| \| \| \| \| \| \| \| \| \| \| \| \| \| \| \| \| \| \| \| \| \| \| \| \| \| \| \| \| 10. Dionisio I de Portugal \| \| \| \| \| \| \| \| \| \| \| \| \| \| \| \| \| \| \| \| \| \| \| \| \| \| \| \| \| \| \| \| \| \| \| \| \| \| \| \| \| \| \| \| \| \| \| \| \| \| \| \| \| \| 21. Beatriz de Castilla \| \| \| \| \| \| \| \| \| \| \| \| \| \| \| \| \| \| \| \| \| \| \| \| \| \| \| \| \| \| \| \| \| \| \| \| \| \| \| \| \| \| \| \| \| \| \| \| \| \| \| \| \| \| 5. Constanza de Portugal \| \| \| \| \| \| \| \| \| \| \| \| \| \| \| \| \| \| \| \| \| \| \| \| \| \| \| \| \| \| \| \| \| \| \| \| \| \| \| \| \| \| \| \| \| \| \| \| \| \| \| \| \| \| 22. Pedro III de Aragón \| \| \| \| \| \| \| \| \| \| \| \| \| \| \| \| \| \| \| \| \| \| \| \| \| \| \| \| \| \| \| \| \| \| \| \| \| \| \| \| \| \| \| \| \| \| \| \| \| \| \| \| \| \| 11. Santa Isabel de Aragón \| \| \| \| \| \| \| \| \| \| \| \| \| \| \| \| \| \| \| \| \| \| \| \| \| \| \| \| \| \| \| \| \| \| \| \| \| \| \| \| \| \| \| \| \| \| \| \| \| \| \| \| \| \| 23. Constanza II de Sicilia \| \| \| \| \| \| \| \| \| \| \| \| \| \| \| \| \| \| \| \| \| \| \| \| \| \| \| \| \| \| \| \| \| \| \| \| \| \| \| \| \| \| \| \| \| \| \| \| \| \| \| \| \| \| 1. Pedro I de Castilla \| \| \| \| \| \| \| \| \| \| \| \| \| \| \| \| \| \| \| \| \| \| \| \| \| \| \| \| \| \| \| \| \| \| \| \| \| \| \| \| \| \| \| \| \| \| \| \| \| \| \| \| \| \| 24. Alfonso III de Portugal(=20) \| \| \| \| \| \| \| \| \| \| \| \| \| \| \| \| \| \| \| \| \| \| \| \| \| \| \| \| \| \| \| \| \| \| \| \| \| \| \| \| \| \| \| \| \| \| \| \| \| \| \| \| \| \| 12. Dionisio I de Portugal(=10) \| \| \| \| \| \| \| \| \| \| \| \| \| \| \| \| \| \| \| \| \| \| \| \| \| \| \| \| \| \| \| \| \| \| \| \| \| \| \| \| \| \| \| \| \| \| \| \| \| \| \| \| \| \| 25. Beatriz de Castilla(=21) \| \| \| \| \| \| \| \| \| \| \| \| \| \| \| \| \| \| \| \| \| \| \| \| \| \| \| \| \| \| \| \| \| \| \| \| \| \| \| \| \| \| \| \| \| \| \| \| \| \| \| \| \| \| 6. Alfonso IV de Portugal \| \| \| \| \| \| \| \| \| \| \| \| \| \| \| \| \| \| \| \| \| \| \| \| \| \| \| \| \| \| \| \| \| \| \| \| \| \| \| \| \| \| \| \| \| \| \| \| \| \| \| \| \| \| 26. Pedro III de Aragón(=22) \| \| \| \| \| \| \| \| \| \| \| \| \| \| \| \| \| \| \| \| \| \| \| \| \| \| \| \| \| \| \| \| \| \| \| \| \| \| \| \| \| \| \| \| \| \| \| \| \| \| \| \| \| \| 13. Santa Isabel de Aragón(=11) \| \| \| \| \| \| \| \| \| \| \| \| \| \| \| \| \| \| \| \| \| \| \| \| \| \| \| \| \| \| \| \| \| \| \| \| \| \| \| \| \| \| \| \| \| \| \| \| \| \| \| \| \| \| 27. Constanza II de Sicilia(=23) \| \| \| \| \| \| \| \| \| \| \| \| \| \| \| \| \| \| \| \| \| \| \| \| \| \| \| \| \| \| \| \| \| \| \| \| \| \| \| \| \| \| \| \| \| \| \| \| \| \| \| \| \| \| 3. María de Portugal \| \| \| \| \| \| \| \| \| \| \| \| \| \| \| \| \| \| \| \| \| \| \| \| \| \| \| \| \| \| \| \| \| \| \| \| \| \| \| \| \| \| \| \| \| \| \| \| \| \| \| \| \| \| 28. Alfonso X de Castilla(=16) \| \| \| \| \| \| \| \| \| \| \| \| \| \| \| \| \| \| \| \| \| \| \| \| \| \| \| \| \| \| \| \| \| \| \| \| \| \| \| \| \| \| \| \| \| \| \| \| \| \| \| \| \| \| 14. Sancho IV de Castilla(=8) \| \| \| \| \| \| \| \| \| \| \| \| \| \| \| \| \| \| \| \| \| \| \| \| \| \| \| \| \| \| \| \| \| \| \| \| \| \| \| \| \| \| \| \| \| \| \| \| \| \| \| \| \| \| 29. Violante de Aragón(=17) \| \| \| \| \| \| \| \| \| \| \| \| \| \| \| \| \| \| \| \| \| \| \| \| \| \| \| \| \| \| \| \| \| \| \| \| \| \| \| \| \| \| \| \| \| \| \| \| \| \| \| \| \| \| 7. Beatriz de Castilla \| \| \| \| \| \| \| \| \| \| \| \| \| \| \| \| \| \| \| \| \| \| \| \| \| \| \| \| \| \| \| \| \| \| \| \| \| \| \| \| \| \| \| \| \| \| \| \| \| \| \| \| \| \| 30. Alfonso de Molina(=18) \| \| \| \| \| \| \| \| \| \| \| \| \| \| \| \| \| \| \| \| \| \| \| \| \| \| \| \| \| \| \| \| \| \| \| \| \| \| \| \| \| \| \| \| \| \| \| \| \| \| \| \| \| \| 15. María de Molina(=9) \| \| \| \| \| \| \| \| \| \| \| \| \| \| \| \| \| \| \| \| \| \| \| \| \| \| \| \| \| \| \| \| \| \| \| \| \| \| \| \| \| \| \| \| \| \| \| \| \| \| \| \| \| \| 31. Mayor Alfonso de Meneses(=19) \| \| \| \| \| \| \| \| \| \| \| \| \| \| \| \| \| \| \| \| \| \| \| \| \| \| \| \| \| \| \| \| \| \| \| \| \| \| \| \| \| \| \| \| \| \| \| \| \| \| \| \| |                                   |  |  |  |  |  |  |  |  |  |  |  |  |  |  |  |
| |                                   |  |  |  |  |  |  |  |  |  |  |  |  |  |  |  |
| | 16. Alfonso X de Castilla         |  |  |  |  |  |  |  |  |  |  |  |  |  |  |  |
| |                                   |  |  |  |  |  |  |  |  |  |  |  |  |  |  |  |
| |                                   |  |  |  |  |  |  |  |  |  |  |  |  |  |  |  |
| | 8. Sancho IV de Castilla          |  |  |  |  |  |  |  |  |  |  |  |  |  |  |  |
| |                                   |  |  |  |  |  |  |  |  |  |  |  |  |  |  |  |
| |                                   |  |  |  |  |  |  |  |  |  |  |  |  |  |  |  |
| | 17. Violante de Aragón            |  |  |  |  |  |  |  |  |  |  |  |  |  |  |  |
| |                                   |  |  |  |  |  |  |  |  |  |  |  |  |  |  |  |
| |                                   |  |  |  |  |  |  |  |  |  |  |  |  |  |  |  |
| | 4. Fernando IV de Castilla        |  |  |  |  |  |  |  |  |  |  |  |  |  |  |  |
| |                                   |  |  |  |  |  |  |  |  |  |  |  |  |  |  |  |
| |                                   |  |  |  |  |  |  |  |  |  |  |  |  |  |  |  |
| | 18. Alfonso de Molina             |  |  |  |  |  |  |  |  |  |  |  |  |  |  |  |
| |                                   |  |  |  |  |  |  |  |  |  |  |  |  |  |  |  |
| |                                   |  |  |  |  |  |  |  |  |  |  |  |  |  |  |  |
| | 9. María de Molina                |  |  |  |  |  |  |  |  |  |  |  |  |  |  |  |
| |                                   |  |  |  |  |  |  |  |  |  |  |  |  |  |  |  |
| |                                   |  |  |  |  |  |  |  |  |  |  |  |  |  |  |  |
| | 19. Mayor Alfonso de Meneses      |  |  |  |  |  |  |  |  |  |  |  |  |  |  |  |
| |                                   |  |  |  |  |  |  |  |  |  |  |  |  |  |  |  |
| |                                   |  |  |  |  |  |  |  |  |  |  |  |  |  |  |  |
| | 2. Alfonso XI de Castilla         |  |  |  |  |  |  |  |  |  |  |  |  |  |  |  |
| |                                   |  |  |  |  |  |  |  |  |  |  |  |  |  |  |  |
| |                                   |  |  |  |  |  |  |  |  |  |  |  |  |  |  |  |
| | 20. Alfonso III de Portugal       |  |  |  |  |  |  |  |  |  |  |  |  |  |  |  |
| |                                   |  |  |  |  |  |  |  |  |  |  |  |  |  |  |  |
| |                                   |  |  |  |  |  |  |  |  |  |  |  |  |  |  |  |
| | 10. Dionisio I de Portugal        |  |  |  |  |  |  |  |  |  |  |  |  |  |  |  |
| |                                   |  |  |  |  |  |  |  |  |  |  |  |  |  |  |  |
| |                                   |  |  |  |  |  |  |  |  |  |  |  |  |  |  |  |
| | 21. Beatriz de Castilla           |  |  |  |  |  |  |  |  |  |  |  |  |  |  |  |
| |                                   |  |  |  |  |  |  |  |  |  |  |  |  |  |  |  |
| |                                   |  |  |  |  |  |  |  |  |  |  |  |  |  |  |  |
| | 5. Constanza de Portugal          |  |  |  |  |  |  |  |  |  |  |  |  |  |  |  |
| |                                   |  |  |  |  |  |  |  |  |  |  |  |  |  |  |  |
| |                                   |  |  |  |  |  |  |  |  |  |  |  |  |  |  |  |
| | 22. Pedro III de Aragón           |  |  |  |  |  |  |  |  |  |  |  |  |  |  |  |
| |                                   |  |  |  |  |  |  |  |  |  |  |  |  |  |  |  |
| |                                   |  |  |  |  |  |  |  |  |  |  |  |  |  |  |  |
| | 11. Santa Isabel de Aragón        |  |  |  |  |  |  |  |  |  |  |  |  |  |  |  |
| |                                   |  |  |  |  |  |  |  |  |  |  |  |  |  |  |  |
| |                                   |  |  |  |  |  |  |  |  |  |  |  |  |  |  |  |
| | 23. Constanza II de Sicilia       |  |  |  |  |  |  |  |  |  |  |  |  |  |  |  |
| |                                   |  |  |  |  |  |  |  |  |  |  |  |  |  |  |  |
| |                                   |  |  |  |  |  |  |  |  |  |  |  |  |  |  |  |
| | 1. Pedro I de Castilla            |  |  |  |  |  |  |  |  |  |  |  |  |  |  |  |
| |                                   |  |  |  |  |  |  |  |  |  |  |  |  |  |  |  |
| |                                   |  |  |  |  |  |  |  |  |  |  |  |  |  |  |  |
| | 24. Alfonso III de Portugal(=20)  |  |  |  |  |  |  |  |  |  |  |  |  |  |  |  |
| |                                   |  |  |  |  |  |  |  |  |  |  |  |  |  |  |  |
| |                                   |  |  |  |  |  |  |  |  |  |  |  |  |  |  |  |
| | 12. Dionisio I de Portugal(=10)   |  |  |  |  |  |  |  |  |  |  |  |  |  |  |  |
| |                                   |  |  |  |  |  |  |  |  |  |  |  |  |  |  |  |
| |                                   |  |  |  |  |  |  |  |  |  |  |  |  |  |  |  |
| | 25. Beatriz de Castilla(=21)      |  |  |  |  |  |  |  |  |  |  |  |  |  |  |  |
| |                                   |  |  |  |  |  |  |  |  |  |  |  |  |  |  |  |
| |                                   |  |  |  |  |  |  |  |  |  |  |  |  |  |  |  |
| | 6. Alfonso IV de Portugal         |  |  |  |  |  |  |  |  |  |  |  |  |  |  |  |
| |                                   |  |  |  |  |  |  |  |  |  |  |  |  |  |  |  |
| |                                   |  |  |  |  |  |  |  |  |  |  |  |  |  |  |  |
| | 26. Pedro III de Aragón(=22)      |  |  |  |  |  |  |  |  |  |  |  |  |  |  |  |
| |                                   |  |  |  |  |  |  |  |  |  |  |  |  |  |  |  |
| |                                   |  |  |  |  |  |  |  |  |  |  |  |  |  |  |  |
| | 13. Santa Isabel de Aragón(=11)   |  |  |  |  |  |  |  |  |  |  |  |  |  |  |  |
| |                                   |  |  |  |  |  |  |  |  |  |  |  |  |  |  |  |
| |                                   |  |  |  |  |  |  |  |  |  |  |  |  |  |  |  |
| | 27. Constanza II de Sicilia(=23)  |  |  |  |  |  |  |  |  |  |  |  |  |  |  |  |
| |                                   |  |  |  |  |  |  |  |  |  |  |  |  |  |  |  |
| |                                   |  |  |  |  |  |  |  |  |  |  |  |  |  |  |  |
| | 3. María de Portugal              |  |  |  |  |  |  |  |  |  |  |  |  |  |  |  |
| |                                   |  |  |  |  |  |  |  |  |  |  |  |  |  |  |  |
| |                                   |  |  |  |  |  |  |  |  |  |  |  |  |  |  |  |
| | 28. Alfonso X de Castilla(=16)    |  |  |  |  |  |  |  |  |  |  |  |  |  |  |  |
| |                                   |  |  |  |  |  |  |  |  |  |  |  |  |  |  |  |
| |                                   |  |  |  |  |  |  |  |  |  |  |  |  |  |  |  |
| | 14. Sancho IV de Castilla(=8)     |  |  |  |  |  |  |  |  |  |  |  |  |  |  |  |
| |                                   |  |  |  |  |  |  |  |  |  |  |  |  |  |  |  |
| |                                   |  |  |  |  |  |  |  |  |  |  |  |  |  |  |  |
| | 29. Violante de Aragón(=17)       |  |  |  |  |  |  |  |  |  |  |  |  |  |  |  |
| |                                   |  |  |  |  |  |  |  |  |  |  |  |  |  |  |  |
| |                                   |  |  |  |  |  |  |  |  |  |  |  |  |  |  |  |
| | 7. Beatriz de Castilla            |  |  |  |  |  |  |  |  |  |  |  |  |  |  |  |
| |                                   |  |  |  |  |  |  |  |  |  |  |  |  |  |  |  |
| |                                   |  |  |  |  |  |  |  |  |  |  |  |  |  |  |  |
| | 30. Alfonso de Molina(=18)        |  |  |  |  |  |  |  |  |  |  |  |  |  |  |  |
| |                                   |  |  |  |  |  |  |  |  |  |  |  |  |  |  |  |
| |                                   |  |  |  |  |  |  |  |  |  |  |  |  |  |  |  |
| | 15. María de Molina(=9)           |  |  |  |  |  |  |  |  |  |  |  |  |  |  |  |
| |                                   |  |  |  |  |  |  |  |  |  |  |  |  |  |  |  |
| |                                   |  |  |  |  |  |  |  |  |  |  |  |  |  |  |  |
| | 31. Mayor Alfonso de Meneses(=19) |  |  |  |  |  |  |  |  |  |  |  |  |  |  |  |
| |                                   |  |  |  |  |  |  |  |  |  |  |  |  |  |  |  |
| |                                   |  |  |  |  |  |  |  |  |  |  |  |  |  |  |  |

## En las artes y la cultura popular
El reinado de Pedro fue fructífero para las artes y las letras. Por orden suya se erigió el palacio mudéjar que lleva su nombre sobre los restos del Alcázar de Sevilla, palacio de los antiguos reyes musulmanes. Existe la leyenda de que en el pavimento del alcázar quedó indeleble la sangre de Fadrique sobre un mármol de rojizas vetas. También dejó recuerdo en Carmona, donde mandó erigir el imponente Alcázar de Arriba, hoy en ruinas, sobre los cimientos de una antigua fortaleza musulmana, y lo dotó con estancias similares a las del Alcázar de Sevilla. De él hizo una de sus residencias favoritas. Sobre la mitad de su patio de armas principal se erige el Parador de Carmona dominando una vasta extensión de las vegas vecinas. Igualmente ordenó la fortificación del llamado Alcázar de la Reina cerca de la Puerta de Córdoba en Carmona, luego demolido por orden de los Reyes Católicos.
En Toledo y en otras muchas partes los judíos defendieron con decisión la causa del rey don Pedro. Este los protegió sin vacilar y trabó amistad con varios de ellos. Ese fue el caso del rabino Sem Tob, también llamado don Santos, natural de Carrión, quien le dirigió y dedicó un poema titulado Consejos et documentos al rey don Pedro, hoy conocido como Proverbios morales. Los cronistas contemporáneos de Pedro lo calificaron de el Cruel; pero en los siglos XVII y XVIII aparecieron defensores, e incluso apologistas, que lo apellidaron el Justiciero. Así lo hicieron, en el siglo XVII, Juan Antonio de Vera y Figueroa, conde de la Roca, en su obra titulada El rey don Pedro defendido (1647); y en el XVIII José Ledo del Pozo, catedrático de Filosofía en la Universidad de Valladolid, en su Apologia del Rey Don Pedro de Castilla, conforme á la crónica verdadera de D. Pedro López de Ayala (Madrid: imprenta de Hernández, sin año, acaso 1780). Pero en el siglo XVII hubo también quienes se posicionaron contra el rey, como el prestigioso padre Juan de Mariana, lo que será reforzado aún más en el XIX por una influyente monografía de Antonio Ferrer del Río, Examen histórico-crítico del reinado de Don Pedro de Castilla. Obra premiada por voto unánime de la Real Academia Española en el certamen que abrió la misma en 2 de marzo de 1850 (Madrid, Imprenta Nacional, 1851). Contra él reaccionó Joaquín Guichot en su Don Pedro Primero de Castilla. Ensayo de vindicación crítico-histórica de su Reinado (Sevilla, Imprenta de Gironés y Orduña, 1878).
La tradición popular ha visto en este monarca un rey justiciero, enemigo de los grandes y defensor de los pequeños; hay motivos históricos para ello, pues, en efecto, mandó que se elaborase el Becerro de las behetrías de Castilla (1352) que consignaba los derechos de algunos súbditos a elegir su señor contra las pretensiones de la nobleza en las Cortes de Valladolid de 1351 de que se sustituyeran por señoríos solariegos. Además, el pueblo recelaba de la nobleza, por lo que las venganzas del monarca, que recaían por lo general en aquella clase, a menudo fueron percibidas como legítimos actos de justicia. La poesía, alimentada de las tradiciones populares, representó mayoritariamente al monarca con el carácter de justiciero.
Es importante recordar que su fama de cruel es consecuencia de cuanto expresa Pero López de Ayala en su Crónica de los reyes de Castilla, escrita durante el reinado de su enemigo y sucesor, su medio hermano Enrique II, a cuyo servicio trabajaba este canciller. Por demás, esa fama se extendió al Romancero formando un ciclo temático ("Por los campos de Jerez / a caza va el rey Don Pedro...").
En siglos posteriores, sin embargo, su figura fue reivindicada por sus descendientes en la realeza y la nobleza, de forma que Isabel la Católica prohibió que se le denominase Cruel y ya en el siglo XVI, Francisco de Castilla, también descendiente de Pedro I, escribió en 1517 un poema sobre la vida del monarca. Posteriormente, el rey Felipe II ordenó que se le calificara de Justo.
No menos de dieciocho piezas del teatro áureo incluyen al rey Pedro I como personaje. En el siglo XVII, como señala José R. Lomba Pedraja en su estudio El rey Don Pedro en el Teatro (1899), reparte las visiones de Cruel y Justiciero en piezas diversas de Lope de Vega (La desdichada Estefanía o El rey don Pedro en Madrid, El infanzón de Illescas, Audiencias del rey Don Pedro), Pedro Calderón de la Barca (El médico de su honra), Agustín Moreto (El valiente justiciero y ricohombre de Alcalá), claramente a su favor, y Juan Claudio de la Hoz y Mota en su El montañés Juan Pascual, primer asistente de Sevilla.
En la literatura francesa la figura del rey don Pedro está estrechamente ligada a la de Bertrand du Guesclin, quien tuvo incluso su propio cantar de gesta, descubierto e impreso en el siglo XIX: La Chanson de Bertrand du Guesclin de Jean Cuvelier (s. XIV) fue editada por Charrière en 1839; las obras teatrales más importantes son Blanche de Bourbon. Reyne d’Espagne. Tragi-comédie (1642) de Charles Regnault; Le triomphe de l’amour ou Don Pedro de Castille (1722), comedia de  Philibert-Joseph Leroux; Dom Pèdre, roi de Castille, tragédie en cinq actes (1761) de Philippe Lefèbvre; la tragedia de Voltaire Don Pèdre, roi de Castille (Ginebra, 1775); Pierre le Cruel (1780) de Pierre-Laurent Buirette de Belloy; Blanche de Bourbon, tragédie en cinq actes en vers (1783) de Charles Borde; Don Pèdre ou le Roi et le Laboureur (1818) de Antoine Vincent Arnault y Don Pèdre le Mendiant. Drame en quatre actes (1838), de Saint-Ernest Labrousse.
En el siglo XIX se revitaliza la historia del rey don Pedro gracias al Romanticismo y su retorno a la temática medieval. En España cabe destacar la figura de Ángel Saavedra, duque de Rivas, quien dedicó tres de las dieciocho piezas de sus "Romances históricos" (1841) a la figura de Pedro I; en concreto "El alcázar de Sevilla", "Una antigualla de Sevilla" y "El fratricidio". Mientras que el primero y el tercero se ciñen más a la biografía del monarca -asesinato a traición de Fadrique y muerte a manos de Enrique, respectivamente-, el segundo romance es una clara muestra de tema histórico tratado a la manera romántica, tanto por su carácter legendario como por su ambientación lúgubre, sobre todo de las tétricas mazmorras donde torturan a una vieja que ha sido testigo de un crimen cometido por el rey en una de sus correrías nocturnas por la ciudad de Sevilla.
En Inglaterra ya aparece en 1778 A history of the reign of Pedro el Cruel del hispanófilo John Talbot Dillon; muy temprano también fue el poema en diez cantos de William Sotheby Constance de Castile (London, 1810), que cita en sus notas a Dillon, sobre Constanza de Castilla (1354-1394), hija del monarca y de María de Padilla y condesa de Láncaster. El primero en escribir leyendas sobre él, en inglés, fue Telesforo de Trueba y Cossío, quien incluyó dos, "El asistente de Sevilla" y "El maestre de Santiago" entre las veinte de su The romance of history: Spain (1827), traducido al castellano en 1840 como España romántica. Colección de anécdotas y sucesos novelescos sacados de la historia de España, la última sobre la muerte de su hermanastro don Fadrique. También escribió una novela histórica inspirada en este episodio, The Castilian (1829, 3 vols.), traducida al castellano en 1845 como El castellano o El Príncipe Negro (1845); es muy posible que, en el ámbito de la literatura inglesa, esta novela haya influido en otras dos más, primero en The Lances of Lynwood (1855), de Charlotte Yonge, en la que el rey se presenta como protagonista de una novela de aventuras, y de otra compuesta por nada menos que sir Arthur Conan Doyle, La Guardia Blanca (1891), cuya cronología transcurre entre los años 1366 y 1367 en el marco de la campaña de Eduardo de Woodstock, el Príncipe Negro, para restaurar a Pedro de Castilla en el trono. El famoso escritor francés Prosper Mérimée también reivindica al monarca en Histoire de don Pèdre Ier, roi de Castille (París: Charpentier, 1848), publicado anteriormente por entregas. Alejandro Dumas se añadió a la lista con su Le bâtard de Mauléon, 1854 y Leconte de Lisle con algunos de sus Poèmes tragiques.
Hay otras novelas históricas, escritas ya en español (Men Rodríguez de Sanabria, 1851, de Manuel Fernández y González; Justicias del rey Don Pedro, 1858, de Manuel Torrijos) y dramas románticos La vieja del candilejo, 1838, de Gregorio Romero Larrañaga, José Muñoz Maldonado y Francisco González-Elipe, El zapatero y el rey, en 1840 la primera parte y en 1841 la segunda, de José Zorrilla aparece como un rey de su tiempo. El tesorero del rey (1850) de los hermanos Eusebio y Eduardo Asquerino y de Antonio García Gutiérrez escenifica la venganza de Pedro I contra su tesorero judío Samuel ha Leví. En María Coronel, de Francisco Luis de Retes y Francisco Pérez Echevarría (1872), el rey «Cruel» no sale muy bien parado, y tampoco en la novela El suspiro del moro del republicano Emilio Castelar. En El arcediano de San Gil, 1873, de Pedro Marquina, aparece como arquetipo del rey medieval. El personaje aparece hasta en la ópera (Don Pedro el Cruel, de Hilarión Eslava). Sobre el episodio histórico del asesinato en Sevilla de su hermanastro, el maestre de Santiago don Fadrique, ya tratado por Trueba, compuso Francisco M. Tubino su Pedro de Castilla. La leyenda de doña María Coronel y la muerte de Don Fadrique (Madrid, 1887). La opinión actual, generalizada entre los historiadores, es que Pedro I de Castilla no fue más ni menos cruel que sus coetáneos. Tal vez el mejor romance sobre don Pedro es "A los pies de don Enrique", porque equilibra a ambos contendientes en el duelo:

Riñeron los dos hermanos / y de tal suerte riñeron / que fuera Caín el vivo / a no haberlo sido el muerto […] Unos dicen que fue justo / otros dicen que mal hecho; / que el rey no es cruel, si nace / en tiempo que importa serlo, / y que los yerros de amor / son tan dorados y bellos / cuanto la hermosa Padilla / ha quedado por ejemplo: / que nadie verá sus ojos / que no tenga al Rey por cuerdo. […] Los que con ánimos viles, / o por lisonja o por miedo, / siendo del bando vencido / al vencedor siguen luego, / "valiente" llaman a Enrique, / y a Pedro "tirano y ciego", / porque amistad y justicia / siempre mueren con el muerto.

En la Biblioteca Nacional de España, en Madrid, se guardan al menos 16 manuscritos que ilustran la vida del monarca.

### Cine
- 1963: Pedro el Cruel ("Sfida al re di Castiglia"), interpretado por Mark Damon.
- 1989: Pedro I el Cruel, interpretado por Ramón Madaula, miniserie de 10 episodios de TVE.

### Leyendas
Pasó a la cultura popular la afición de Pedro I por los amoríos furtivos, fama engordada tal vez por el interés difamador de sus numerosos enemigos. Las anécdotas del Pedro I han dado lugar a numerosas leyendas, como la que se ambienta en una calle de Sevilla, donde el corregidor local, habiendo sorprendido al rey en delito, cumple con la obligación de decapitarlo cortando la cabeza a una estatua que lo representaba. 

| Predecesor: Alfonso XI | Rey de Castilla 1350-1366                                                  | Sucesor: Enrique II |
| Predecesor: Enrique II | Rey de Castilla 1367-1369 Disputado con Enrique II de Castilla (1367-1369) | Sucesor: Enrique II |